# Saison 2008 de Sébastien Loeb en sport automobile
2007 2009
Avec la retraite effective de Marcus Grönholm, Sébastien Loeb perd son plus grand adversaire et domine significativement la saison 2008 du WRC, devenant ainsi le premier quintuple champion du monde de l'Histoire de la discipline. Fort d'un total de onze victoires, il surpasse son propre record établi en 2005 et s'impose pour la première fois de sa carrière en Finlande et en Grande-Bretagne, seules épreuves classiques qui manquaient encore à son palmarès. Épaulé par son coéquipier Dani Sordo, il permet à Citroën de reconquérir le titre Constructeurs détenu par l'équipe Ford depuis 2006. L'Alsacien effectue également la première de ses piges annuelles sur circuit dans le cadre de la Super Série FFSA et achève sa saison par un troisième sacre à la Course des Champions.

## Championnat du monde des rallyes
À trente-quatre ans et en l'absence de Marcus Grönholm désormais retraité, Sébastien Loeb se pose comme le doyen des pilotes d'usine à l'entame de la saison 2008 du WRC. Toujours sous contrat avec Citroën Sport, l'Alsacien retrouve un cadre similaire à celui de l'an passé, avec d'un côté la C4 qui entame sa deuxième saison et de l'autre son jeune coéquipier Dani Sordo confirmé dans ses fonctions. Guy Fréquelin, l'homme qui lui ouvrit les portes d'une carrière internationale, n'est en revanche plus de la partie, atteint par la limite d'âge lui imposant de prendre son départ en retraite et de céder son poste de directeur de la branche sportive de la marque aux chevrons à son successeur Olivier Quesnel,. Le championnat du monde connaît quant à lui de nombreux bouleversements avec dans un premier temps l'imposition par la FIA d'un manufacturier unique pour la fourniture des pneumatiques, poussant le groupe Michelin vers la sortie au profit de son concurrent italien Pirelli. Les gommes elles-mêmes se plient à la politique globale de réduction des coûts avec l'interdiction des systèmes de mousse anti-crevaison utilisés jusqu'alors. C'est ensuite la règle encadrant l'ordre des passages en spéciales qui subit une modification de taille avec la suppression de la grille inversée pour les deuxième et troisième étapes, provoquant ainsi un retour au système prévalant avant 2002 où l'ordre du classement provisoire établi à la fin de chaque journée est conservé tel quel pour le lendemain. Avec la dérogation accordée aux organisateurs du rallye d'Australie, différant le retour de l’événement pour 2009, le calendrier mondial se retrouve quant à lui réduit à quinze épreuves. Concernant les forces en présence, l'arrivée de Suzuki à temps complet permet de retrouver un total de quatre équipes usines tandis que les regards se tournent vers les étoiles montantes finlandaises Mikko Hirvonen et Jari-Matti Latvala, tous deux promus chez Ford en tant que pilotes titulaires, pour dépister une nouvelle opposition à Loeb dans la course au titre,.

### 76eRallye Automobile Monte-Carlo
Le coup d'envoi de la saison est donné dans le cadre du rallye Monte-Carlo, disputé sous un nouveau format réparti sur quatre jours de course. Organisée sur trois sites distincts, l'épreuve monégasque retrouve cette année-là le mythique Col de Turini tout en poursuivant sa reconquête des spéciales ardéchoises. Au moment du départ, Sébastien Loeb évoque les inconnues habituelles d'une entame de championnat tout en insistant sur l'impact du nouveau pneu unique fourni par Pirelli,. Sur un bitume rendu piégeux par la présence de nombreuses plaques de verglas, le quadruple champion du monde adopte un rythme prudent et accroche la seconde place à l'issue du premier secteur, quatre secondes derrière son coéquipier Dani Sordo. Il réagit en signant le scratch dans le deuxième et dernier tronçon de la courte première étape, disputé sur une surface plus propre, et creuse un écart significatif sur les autres concurrents lui permettant de s'emparer de la tête du général : « Dans la première spéciale, c'était piégeur parce que la nuit venait de tomber après le passage de nos ouvreurs et la route avait gelé, donc j'ai préféré assurer dans cette partie-là. ». L'Alsacien poursuit sa domination le lendemain en établissant le temps de référence dans cinq des six spéciales au programme : « Il n'y a pas grand-chose à dire, c'était une journée nickel, aucun problème. Si j'avais pu choisir, j'aurais pris des gommes plus dures. Là, on a des pneus un peu tendres pour un sol aussi sec, alors il faut essayer de ne pas les cramer, en adoptant un style plus coulé. ». Sordo lâche quant à lui prise dans la boucle de l'après-midi et rejoint le parc fermé avec près d'une minute de retard, laissant ainsi Loeb seul en tête avec une marge impossible à combler à la régulière,,. L'Espagnol est finalement contraint à l'abandon le samedi matin, victime d'un problème de turbo frappant la nouvelle évolution moteur inaugurée par Citroën Sport et se voit forcer de s'arrêter en pleine spéciale dans l'espoir de repartir le lendemain dans le cadre du Super Rally. Sur un terrain tantôt emprunté de nuit et mêlant brouillard et verglas, Loeb poursuit sa course sur un rythme élevé afin de récolter davantage de métriques en conditions réelles et signe quatre scratchs supplémentaires. Il se montre en revanche inquiet vis-à-vis du problème rencontré par son coéquipier, le bloc de sa C4 devant pour sa part être réutilisé sur les manches suédoise et mexicaine,,. Titulaire de plus de deux minutes d'avance sur son poursuivant direct Mikko Hirvonen au moment d'aborder la dernière étape, le Français réduit la prise de risques et assure ses trajectoires afin d'économiser ses pneumatiques sur une unique boucle de quatre spéciales disputée sans assistance. Il rallie l'arrivée sans commettre d'erreur et remporte une nouvelle victoire en Principauté, devenant ainsi le premier pilote de l'Histoire à s'y imposer à cinq reprises : « Ce fut un week-end génial pour nous. Cette cinquième victoire est un grand moment. C'est le rallye à domicile pour Daniel et un rallye légendaire du championnat. »,,.
| Étape   | Jour   | E.S. | Heure   | Nom                                   | Distance | Clas. Spé. | Temps         | Vit. Moy.  | Clas. |
| ------- | ------ | ---- | ------- | ------------------------------------- | -------- | ---------- | ------------- | ---------- | ----- |
| Étape 1 | 24 jan | SS1  | 18 h 46 | St. Jean-en-Royans - Col de Lachau    | 28,12 km | 2e         | 14 min 12 s 7 | 118,7 km/h | 2e    |
| Étape 1 | 24 jan | SS2  | 19 h 36 | La Cime du Mas - Col de Gaudissart    | 17,58 km | 1er        | 9 min 25 s 7  | 111,9 km/h | 1er   |
| Étape 2 | 25 jan | SS3  | 8 h 24  | St. Pierreville - Col de la Fayolle 1 | 29,52 km | 1er        | 18 min 54 s 4 | 93,7 km/h  | 1er   |
| Étape 2 | 25 jan | SS4  | 10 h 02 | Burzet - Lachamp-Raphaël 1            | 16,30 km | 2e         | 9 min 39 s 8  | 101,2 km/h | 1er   |
| Étape 2 | 25 jan | SS5  | 10 h 48 | St. Martial - Le Chambon - Béleac 1   | 12,66 km | 1er        | 8 min 06 s 2  | 93,7 km/h  | 1er   |
| Étape 2 | 25 jan | SS6  | 14 h 51 | St. Pierreville - Col de la Fayolle 2 | 29,52 km | 1er        | 18 min 41 s 8 | 94,7 km/h  | 1er   |
| Étape 2 | 25 jan | SS7  | 16 h 29 | Burzet - Lachamp-Raphaël 2            | 16,30 km | 1er        | 9 min 40 s 7  | 101,1 km/h | 1er   |
| Étape 2 | 25 jan | SS8  | 17 h 15 | St. Martial - Le Chambon - Béleac 2   | 12,66 km | 1er        | 8 min 03 s 6  | 94,2 km/h  | 1er   |
| Étape 3 | 26 jan | SS9  | 7 h 31  | Labatie d'Andaure - Lalouvesc 1       | 19,37 km | 2e         | 11 min 20 s 1 | 102,5 km/h | 1er   |
| Étape 3 | 26 jan | SS10 | 8 h 13  | St. Bonnet - St. Bonnet 1             | 25,36 km | 1er        | 12 min 39 s 0 | 120,3 km/h | 1er   |
| Étape 3 | 26 jan | SS11 | 9 h 38  | Lamastre - Gilhoc - Alboussière 1     | 21,66 km | 1er        | 12 min 59 s 8 | 100,0 km/h | 1er   |
| Étape 3 | 26 jan | SS12 | 12 h 52 | Labatie d'Andaure - Lalouvesc 2       | 19,37 km | 1er        | 11 min 12 s 0 | 103,8 km/h | 1er   |
| Étape 3 | 26 jan | SS13 | 13 h 34 | St. Bonnet - St. Bonnet 2             | 25,36 km | 3e         | 12 min 34 s 6 | 121,0 km/h | 1er   |
| Étape 3 | 26 jan | SS14 | 14 h 59 | Lamastre - Gilhoc - Alboussière 2     | 21,66 km | 1er        | 13 min 08 s 4 | 98,9 km/h  | 1er   |
| Étape 4 | 27 jan | SS15 | 9 h 50  | La Bollène-Vésubie - Moulinet 1       | 22,68 km | 3e         | 15 min 57 s 0 | 85,3 km/h  | 1er   |
| Étape 4 | 27 jan | SS16 | 11 h 08 | Lucéram - Loda                        | 15,34 km | 5e         | 10 min 58 s 3 | 83,9 km/h  | 1er   |
| Étape 4 | 27 jan | SS17 | 11 h 51 | La Bollène-Vésubie - Moulinet 2       | 22,68 km | 4e         | 15 min 33 s 6 | 87,5 km/h  | 1er   |
| Étape 4 | 27 jan | SS18 | 13 h 09 | Lucéram - Col des Portes              | 6,25 km  | 3e         | 4 min 25 s 6  | 84,7 km/h  | 1er   |
| Étape 4 | 27 jan | SS19 | 15 h 10 | Monaco Circuit                        | 2,70 km  | 8e         | 1 min 43 s 7  | 93,7 km/h  | 1er   |

### 57th Uddeholm Swedish Rally
Unique épreuve de la saison 2008 disputée sur terre enneigée, la nouvelle édition du rallye de Suède présente également la particularité de constituer le centième départ du duo Loeb-Elena en championnat du monde, toutes catégories confondues. Toujours tracé dans les forêts de la province de Värmland, le parcours se retrouve cette année-là renouvelé pour près des deux tiers autour du centre névralgique de Karlstad. Quatrième à l'issue de la Super-Spéciale d'ouverture, Sébastien Loeb se voit ensuite confronter à des conditions qu'il n'apprécie guère lors des premiers secteurs significatifs. Sur un sol dépourvu de couche de glace en raison des températures trop clémentes, le mélange de terre et de neige fondue se transforme en boue et rend l'adhérence très précaire ainsi que les clous des pneumatiques inefficaces. Devancé de quelques secondes par les Finlandais de l'équipe Ford, l'Alsacien part finalement à la faute dans une courbe du premier passage de Mången, spéciale présentant des conditions de route plus typiques de l'épreuve suédoise : « Dans une courbe à gauche rapide, j'ai touché le mur de neige intérieur avec l'avant de la voiture. L'inertie nous a envoyé en tête-à-queue. J'ai essayé de corriger la trajectoire, mais nous avons heurté le talus et effectué un tonneau. ». Un problème d'embrayage empêche l'équipage franco-monégasque de repartir immédiatement, les contraignant à abandonner près de quatre minutes au moment d'atteindre l'arrivée du tronçon puis l'assistance de mi-journée, raccourcie de moitié par le règlement. Sans pièces de rechange et disposant d'un temps imparti trop court, les mécaniciens de la marque aux chevrons ne parviennent pas à effectuer les réparations nécessaires sur la Citroën C4 WRC significativement endommagée par l'accident. Choix est donc fait d'utiliser le cadre du Super Rally et ses vingt-cinq minutes de pénalité plutôt que de mettre en péril un moteur devant être encore utilisé au Mexique,,. Rétrogradé en cinquantième position du général à l'entame de la deuxième étape et sans possibilité de figurer aux places d'honneur, Loeb se borne à tester différents réglages en spéciales afin de préparer l'avenir. Il signe deux temps scratchs sur les trois chronos au programme de la boucle matinale avant de rejoindre l'assistance de mi-parcours. C'est à ce moment que les motoristes de Citroën donnent l'alerte après inspection du bloc, ce dernier présentant encore des séquelles dues à l'incident de la veille. L'Alsacien, en concertation avec son employeur, prend alors la décision de se retirer définitivement de la course afin de prévenir des risques inutiles au vu des enjeux : « Dans cette situation, il est délicat de savoir quelle tactique adopter. Nous avons essayé de rouler vite pour rester concentrés. Cela s'est bien passé jusqu'à l'assistance puis nous avons préféré ne pas continuer car notre moteur avait trop souffert dans notre sortie de l'ES4. »,,. Le rallye est finalement remporté par Jari-Matti Latvala qui, à vingt-deux ans, signe sa première victoire et surpasse le record de précocité de son compatriote Henri Toivonen. Avec les points de la deuxième place, Mikko Hirvonen s'empare quant à lui de la tête du championnat Pilotes,.
| Étape   | Jour   | E.S. | Heure   | Nom                            | Distance | Clas. Spé.  | Temps         | Vit. Moy.   | Clas.   |
| ------- | ------ | ---- | ------- | ------------------------------ | -------- | ----------- | ------------- | ----------- | ------- |
| Étape 1 | 7 fév  | SS1  | 20 h 04 | Super Special Stage Karlstad 1 | 1,90 km  | 4e          | 1 min 30 s 0  | 75,6 km/h   | 4e      |
| Étape 1 | 8 fév  | SS2  | 9 h 34  | Stensjön 1                     | 15,50 km | 4e          | 7 min 30 s 7  | 123,8 km/h  | 3e      |
| Étape 1 | 8 fév  | SS3  | 10 h 44 | Bjälverud 1                    | 21,58 km | 3e          | 10 min 38 s 3 | 121,7 km/h  | 3e      |
| Étape 1 | 8 fév  | SS4  | 11 h 23 | Mången 1                       | 22,09 km | 50e         | 16 min 13 s 8 | 81,7 km/h   | 29e     |
| Étape 1 | 8 fév  | SS5  | 13 h 25 | Stensjön 2                     | 15,50 km | Super Rally | Super Rally   | Super Rally | 45e     |
| Étape 1 | 8 fév  | SS6  | 14 h 35 | Bjälverud 2                    | 21,58 km | Super Rally | Super Rally   | Super Rally | 47e     |
| Étape 1 | 8 fév  | SS7  | 15 h 14 | Mången 2                       | 22,09 km | Super Rally | Super Rally   | Super Rally | 48e     |
| Étape 1 | 8 fév  | SS8  | 18 h 00 | Super Special Stage Karlstad 2 | 1,90 km  | Super Rally | Super Rally   | Super Rally | 50e     |
| Étape 2 | 9 fév  | SS9  | 8 h 25  | Horssjön 1                     | 14,89 km | 1er         | 9 min 18 s 1  | 96,0 km/h   | 47e     |
| Étape 2 | 9 fév  | SS10 | 9 h 38  | Hagfors 1                      | 20,92 km | 4e          | 11 min 50 s 4 | 106,0 km/h  | 45e     |
| Étape 2 | 9 fév  | SS11 | 10 h 41 | Vargåsen 1                     | 24,62 km | 1er         | 13 min 49 s 1 | 106,9 km/h  | 40e     |
| Étape 2 | 9 fév  | SS12 | 13 h 04 | Horssjön 2                     | 14,89 km | Abandon     | Abandon       | Abandon     | Abandon |
| Étape 2 | 9 fév  | SS13 | 14 h 17 | Hagfors 2                      | 20,92 km | Abandon     | Abandon       | Abandon     | Abandon |
| Étape 2 | 9 fév  | SS14 | 15 h 20 | Vargåsen 2                     | 24,62 km | Abandon     | Abandon       | Abandon     | Abandon |
| Étape 3 | 10 fév | SS15 | 8 h 08  | Ullen 1                        | 16,25 km | Abandon     | Abandon       | Abandon     | Abandon |
| Étape 3 | 10 fév | SS16 | 9 h 13  | Lesjöfors 1                    | 10,48 km | Abandon     | Abandon       | Abandon     | Abandon |
| Étape 3 | 10 fév | SS17 | 9 h 45  | Rämmen 1                       | 21,87 km | Abandon     | Abandon       | Abandon     | Abandon |
| Étape 3 | 10 fév | SS18 | 11 h 21 | Ullen 2                        | 16,25 km | Abandon     | Abandon       | Abandon     | Abandon |
| Étape 3 | 10 fév | SS19 | 12 h 26 | Lesjöfors 2                    | 10,48 km | Abandon     | Abandon       | Abandon     | Abandon |
| Étape 3 | 10 fév | SS20 | 12 h 58 | Rämmen 2                       | 21,87 km | Abandon     | Abandon       | Abandon     | Abandon |

### 22º Corona Rally Guanajuato México
Première manche terre de la saison, le rallye du Mexique cristallise cette année-là de nombreuses inquiétudes parmi les pilotes au regard de la nouvelle réglementation régissant l'utilisation des pneumatiques. Avec l'interdiction du retaillage et des systèmes de mousse anti-crevaison, les acteurs du mondial craignent ainsi une multiplication des incidents en spéciales sur les épreuves sollicitant davantage les gommes,. Deuxième à s'élancer sur la route, Sébastien Loeb subit en partie le handicap du balayage de la mince couche de graviers recouvrant la piste. Trop prudent dans le premier secteur et gêné par les mauvaises conditions d'adhérence procurées par ses pneus Pirelli Scorpion, il doit se contenter de la quatrième place devant Mikko Hirvonen, son principal adversaire pour le titre, avant de procéder à une modification du Set-Up de sa C4 en liaison. Il signe alors les deux derniers temps scratchs de la boucle matinale, lui permettant ainsi d'accéder au deuxième rang à moins de cinq secondes du leader Jari-Matti Latvala : « J'ai sorti la grosse attaque, j'étais à la limite. C'est une grosse bataille, les sensations sont bonnes. ». Bien qu'avouant rouler à son maximum lors des deuxièmes passages, l'Alsacien voit l'écart le séparant du jeune Finlandais se creuser progressivement pour atteindre dix secondes au soir de la première étape. Le champion du monde loue la performance de la star montante et estime ne pas pouvoir faire mieux compte tenu des conditions de route auxquelles il doit faire face. Victime d'une crevaison, Hirvonen se retrouve quant à lui relégué en cinquième position à plus d'une minute de la tête,,. Après une nuit passée à corriger les réglages de sa voiture, Loeb efface le retard accumulé en enregistrant le meilleur temps dès la première spéciale du lendemain puis s'empare des commandes du rallye dans le secteur suivant. Désormais titulaire du rôle d'ouvreur, Latvala se montre impuissant à suivre le rythme du Français avant de lâcher définitivement prise dans le deuxième passage de Duarte, victime d'un problème de turbo sur sa Ford Focus WRC,,. Détenteur de plus d'une minute d'avance au général sur son poursuivant direct, l'Alsacien écope à son tour de la position de balayeur lors de la dernière étape dont les 60 km à parcourir restent insuffisants pour réduire un tel écart à la régulière. Il assure ses trajectoires et rejoint l'arrivée sans commettre d'erreurs pour finalement s'imposer une troisième fois consécutive en terre mexicaine et revenir à un point de Mikko Hirvonen au classement mondial : « C'est une victoire comme j'aime en remporter, après une belle bagarre. L'absence de Marcus Grönholm a vite été comblée par un autre Finlandais, plus jeune et tout aussi coriace. Cela promet d'autres empoignades, ce dont je me réjouis. Sur ce terrain dur, Pirelli avait joué la sécurité en proposant des pneus très durs pour éviter les crevaisons. Nous n'avons effectivement pas crevé, mais cela nous a imposé d'adapter nos réglages pour trouver plus de motricité. Ça ne s'annonce pas facile cette année, car Latvala a vraiment évolué depuis l'an dernier. Il a gagné en maturité, il est fiable et il reste sur la route. Ça fait une belle relève pour Grönholm. »,,.
| Étape   | Jour    | E.S. | Heure   | Nom             | Distance | Clas. Spé.       | Temps            | Vit. Moy.        | Clas. |
| ------- | ------- | ---- | ------- | --------------- | -------- | ---------------- | ---------------- | ---------------- | ----- |
| Étape 1 | 29 fév  | SS1  | 8 h 28  | Alfaro 1        | 22,96 km | 4e               | 14 min 22 s 0    | 95,9 km/h        | 4e    |
| Étape 1 | 29 fév  | SS2  | 9 h 51  | Ortega 1        | 23,83 km | 1er              | 14 min 11 s 8    | 100,7 km/h       | 2e    |
| Étape 1 | 29 fév  | SS3  | 10 h 39 | El Cubilete 1   | 18,87 km | 1er              | 11 min 51 s 5    | 95,5 km/h        | 2e    |
| Étape 1 | 29 fév  | SS4  | 13 h 02 | Alfaro 2        | 22,96 km | 4e               | 14 min 08 s 8    | 97,4 km/h        | 2e    |
| Étape 1 | 29 fév  | SS5  | 14 h 25 | Ortega 2        | 23,83 km | 2e               | 14 min 02 s 4    | 101,8 km/h       | 2e    |
| Étape 1 | 29 fév  | SS6  | 15 h 13 | El Cubilete 2   | 18,87 km | 2e               | 11 min 47 s 4    | 96,0 km/h        | 2e    |
| Étape 1 | 29 fév  | SS7  | 16 h 33 | Super Special 1 | 2,21 km  | 2e               | 1 min 42 s 3     | 77,8 km/h        | 2e    |
| Étape 1 | 29 fév  | SS8  | 16 h 38 | Super Special 2 | 2,21 km  | 1er              | 1 min 42 s 0     | 78,0 km/h        | 2e    |
| Étape 2 | 1er mar | SS9  | 8 h 24  | Ibarilla 1      | 29,90 km | 1er              | 18 min 35 s 7    | 96,5 km/h        | 2e    |
| Étape 2 | 1er mar | SS10 | 9 h 47  | Duarte 1        | 23,27 km | 1er              | 18 min 19 s 6    | 76,2 km/h        | 1er   |
| Étape 2 | 1er mar | SS11 | 10 h 38 | Derramadero 1   | 23,28 km | 2e               | 14 min 05 s 1    | 99,2 km/h        | 1er   |
| Étape 2 | 1er mar | SS12 | 13 h 12 | Ibarilla 2      | 29,90 km | 1er              | 18 min 21 s 0    | 97,8 km/h        | 1er   |
| Étape 2 | 1er mar | SS13 | 14 h 35 | Duarte 2        | 23,27 km | 2e               | 18 min 04 s 4    | 77,3 km/h        | 1er   |
| Étape 2 | 1er mar | SS14 | 15 h 26 | Derramadero 2   | 23,28 km | 4e               | 14 min 03 s 1    | 99,4 km/h        | 1er   |
| Étape 2 | 1er mar | SS15 | 16 h 41 | Super Special 3 | 2,21 km  | 1er              | 1 min 41 s 9     | 78,1 km/h        | 1er   |
| Étape 2 | 1er mar | SS16 | 16 h 46 | Super Special 4 | 2,21 km  | 1er              | 1 min 40 s 8     | 78,9 km/h        | 1er   |
| Étape 3 | 2 mar   | SS17 | 8 h 28  | León            | 16,09 km | 6e               | 10 min 53 s 8    | 88,6 km/h        | 1er   |
| Étape 3 | 2 mar   | SS18 | 8 h 56  | Guanajuatito    | 22,30 km | Spéciale annulée | Spéciale annulée | Spéciale annulée | 1er   |
| Étape 3 | 2 mar   | SS19 | 10 h 19 | Comanjilla      | 17,88 km | 5e               | 10 min 31 s 9    | 101,9 km/h       | 1er   |
| Étape 3 | 2 mar   | SS20 | 11 h 34 | Super Special 5 | 4,42 km  | 5e               | 3 min 24 s 4     | 77,8 km/h        | 1er   |

### 28º YPF Rally Argentina

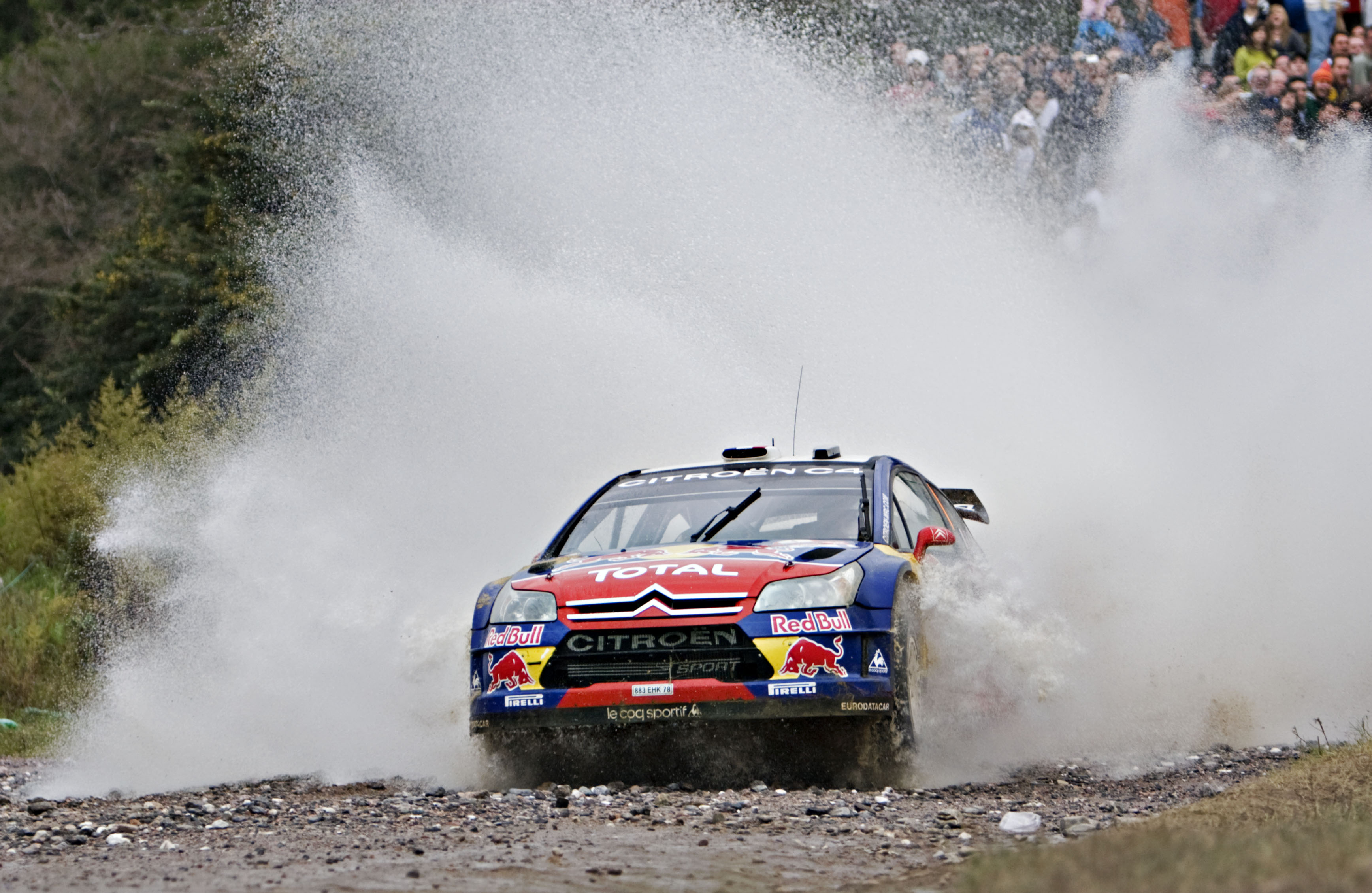
Sébastien Loeb s'adjuge une quatrième victoire record lors du rallye d'Argentine au terme d'une édition marquée par une réglementation imposant aux pilotes des pneus inadaptés aux conditions de route.

Avancé de plus d'un mois dans le calendrier du mondial par rapport à la saison précédente, le rallye d'Argentine se dispute cette année-là au cœur de l'automne austral, laissant ainsi présager des risques d'intempéries accrus. Sur une épreuve réputée pour ses passages de gués en spéciales et son terrain mixte mélangeant les portions sinueuses et rapides, Sébastien Loeb émet quelques réserves avant le départ concernant la règle imposant aux équipages d'utiliser des gommes dures du catalogue Pirelli sans retaillage. La manche argentine marque également la concrétisation du partenariat noué entre Citroën Sport et Red Bull et de ce fait la première apparition de la nouvelle livrée des C4 WRC, ces dernières troquant le rouge uni traditionnel pour des motifs représentant le taureau emblématique de la firme autrichienne,. Noyée dans un brouillard intense, la première spéciale du rallye engendre des écarts déjà conséquents chez les concurrents de tête. Bénéficiant d'une meilleure visibilité grâce à son rôle d'ouvreur, Mikko Hirvonen réalise le scratch et s'empare des commandes avec une avance de plus de cinquante secondes sur Loeb. L'Alsacien profite du tonneau de Jari-Matti Latvala, parti à la faute dans le secteur suivant, pour se porter en seconde position, mais les conditions humides et boueuses l'empêchent de reprendre un temps significatif au leader en raison des ornières s'aggravant au fur et à mesure des passages. Le tournant de l'épreuve se produit au départ de la deuxième boucle. Hirvonen heurte une pierre dans un virage à gauche et détruit sa suspension sous le choc, le contraignant à ne reprendre la route que le lendemain avec vingt-cinq minutes de pénalités. Héritier de la première place, Loeb se retrouve alors seul en tête et commence déjà à assurer ses trajectoires en se calant sur les temps intermédiaires de son poursuivant direct Chris Atkinson : « On se serait plutôt cru au Pays de Galles, en décembre ! Comme souvent sur ce terrain, cela n'a pas été facile. Au cours de la boucle matinale, nous avons dû nous méfier, car les ES1 et ES2 étaient noyées dans le brouillard. On n'y voyait qu'à quelques mètres ! Les fortes pluies avaient également rendu les chemins de terre très glissants avec d'incessants changements d'adhérence. Au rythme rapide où nous roulions, il était facile de faire une faute et j'ai été content de revenir à l'assistance en ayant juste effectué un petit tête-à-queue et une touchette contre un poteau. Le changement de Set-Up a été efficace dans les seconds passages. Disposant d'une avance raisonnable, nous avons adopté un rythme un peu moins élevé. »,,. Les conditions de route empirent lors de la deuxième étape, rendant ainsi les spéciales presque impraticables en raison du règlement imposant l'utilisation de gommes dures non retaillées. Le quadruple champion du monde monte au créneau au nom de la plupart des pilotes afin de faire réagir la direction de course et la FIA sur la dangerosité de la situation, mais le veto de l'équipe Ford bloque l'initiative. Détenteur de plus d'une minute d'avance sur les deux Subaru officielles d'Atkinson et de Petter Solberg, le Français se borne à éviter de partir à la faute en maintenant son rythme au strict nécessaire : « Les conditions sont tellement piégeuses, avec la pluie, la boue et la réglementation qui nous impose de rouler en pneus durs, non retaillés, que c'est hyper-dangereux. Ce qui m'énerve, c'est qu'il serait très simple d'autoriser un cut, le même pour tout le monde, pour améliorer beaucoup la sécurité. Mais les gars qui prennent les décisions ne sont pas dans les voitures, ils n'en ont rien à foutre. Il faut rester très concentré pour éviter de faire une faute. Alors on essaye juste de rester sur la route. C'était pire qu'hier et complètement ridicule de rouler dans ces conditions. On ne prend pas de plaisir et beaucoup de risques pour rien. »,,,. L'Alsacien parvient malgré tout à traverser sans encombre la courte dernière étape, dont les 40 km à parcourir mettront un terme à la course de Solberg, victime d'un problème électrique sur son Impreza. Il rallie l'arrivée avec plus de deux minutes d'avance sur Chris Atkinson et poursuit sa série en devenant le premier pilote à s'imposer à quatre reprises en Argentine : « Les conditions étaient très difficiles, beaucoup de boue, et on a dû se concentrer pour rester sur la route. On a de très bons pneus, le problème c'est qu'ils doivent faire toutes les surfaces, qu'on soit en Grèce par 40 degrés, en pleine chaleur, ou ici par 12 degrés, dans le brouillard et dans la boue. Ce n'est pas bon pour la sécurité, c'est dangereux, mais on s'en est sortis. ». Victime d'une pierre le premier jour, Mikko Hirvonen profite des multiples abandons dus aux conditions météorologiques pour se hisser à la cinquième place finale mais doit abandonner à Loeb la tête du classement mondial,,.
| Étape   | Jour   | E.S. | Heure   | Nom                                    | Distance | Clas. Spé. | Temps         | Vit. Moy.  | Clas. |
| ------- | ------ | ---- | ------- | -------------------------------------- | -------- | ---------- | ------------- | ---------- | ----- |
| Étape 1 | 28 mar | SS1  | 7 h 45  | La Cumbre - Agua de Oro 1              | 18,70 km | 3e         | 17 min 20 s 0 | 64,7 km/h  | 3e    |
| Étape 1 | 28 mar | SS2  | 8 h 41  | Ascochinga - La Cumbre 1               | 23,28 km | 2e         | 15 min 01 s 6 | 93,0 km/h  | 2e    |
| Étape 1 | 28 mar | SS3  | 9 h 44  | Capilla del Monte - San Marcos 1       | 22,95 km | 2e         | 17 min 42 s 7 | 77,7 km/h  | 2e    |
| Étape 1 | 28 mar | SS4  | 10 h 16 | San Marcos - Charbonier 1              | 9,61 km  | 4e         | 6 min 40 s 6  | 86,4 km/h  | 2e    |
| Étape 1 | 28 mar | SS5  | 14 h 26 | Ascochinga - La Cumbre 2               | 23,28 km | 1er        | 14 min 51 s 3 | 94,0 km/h  | 1er   |
| Étape 1 | 28 mar | SS6  | 15 h 29 | Capilla del Monte - San Marcos 2       | 22,95 km | 5e         | 17 min 30 s 2 | 78,7 km/h  | 1er   |
| Étape 1 | 28 mar | SS7  | 16 h 01 | San Marcos - Charbonier 2              | 9,61 km  | 5e         | 6 min 35 s 6  | 87,5 km/h  | 1er   |
| Étape 1 | 28 mar | SS8  | 17 h 04 | La Cumbre - Agua de Oro 2              | 18,70 km | 2e         | 17 min 05 s 0 | 65,7 km/h  | 1er   |
| Étape 1 | 28 mar | SS9  | 18 h 45 | Estadio Córdoba 1                      | 1,78 km  | 4e         | 1 min 41 s 0  | 63,4 km/h  | 1er   |
| Étape 2 | 29 mar | SS10 | 8 h 05  | Santa Mónica - Amboy 1                 | 22,17 km | 3e         | 12 min 18 s 2 | 108,1 km/h | 1er   |
| Étape 2 | 29 mar | SS11 | 8 h 57  | Villa del Dique - Las Bajadas 1        | 16,41 km | 1er        | 9 min 10 s 0  | 107,4 km/h | 1er   |
| Étape 2 | 29 mar | SS12 | 9 h 35  | San Agustín - Villa General Belgrano 1 | 16,31 km | 1er        | 11 min 26 s 5 | 85,5 km/h  | 1er   |
| Étape 2 | 29 mar | SS13 | 10 h 20 | Santa Rosa - San Agustín 1             | 21,41 km | 4e         | 13 min 42 s 7 | 93,7 km/h  | 1er   |
| Étape 2 | 29 mar | SS14 | 14 h 25 | Santa Mónica - Amboy 2                 | 22,17 km | 2e         | 11 min 44 s 8 | 113,2 km/h | 1er   |
| Étape 2 | 29 mar | SS15 | 15 h 17 | Villa del Dique - Las Bajadas 2        | 16,41 km | 1er        | 8 min 57 s 8  | 109,8 km/h | 1er   |
| Étape 2 | 29 mar | SS16 | 15 h 55 | San Agustín - Villa General Belgrano 2 | 16,31 km | 2e         | 11 min 19 s 2 | 86,4 km/h  | 1er   |
| Étape 2 | 29 mar | SS17 | 16 h 40 | Santa Rosa - San Agustín 2             | 21,41 km | 3e         | 13 min 28 s 2 | 95,4 km/h  | 1er   |
| Étape 2 | 29 mar | SS18 | 18 h 45 | Estadio Córdoba 2                      | 1,78 km  | 2e         | 1 min 41 s 1  | 63,4 km/h  | 1er   |
| Étape 3 | 30 mar | SS19 | 9 h 13  | Mina Clavero - Giulio Cèsare           | 24,70 km | 5e         | 20 min 08 s 6 | 73,6 km/h  | 1er   |
| Étape 3 | 30 mar | SS20 | 10 h 05 | El Cóndor - Copina                     | 16,06 km | 1er        | 15 min 08 s 6 | 63,6 km/h  | 1er   |
| Étape 3 | 30 mar | SS21 | 11 h 50 | Estadio Córdoba 3                      | 1,98 km  | 3e         | 2 min 14 s 9  | 52,8 km/h  | 1er   |

### 26th Jordan Rally
Faisant jusqu'alors partie intégrante du Championnat du Moyen-Orient des rallyes, le rallye de Jordanie inaugure cette année-là sa première édition au sein du calendrier mondial ainsi qu'une tournée méditerranéenne composée de quatre épreuves consécutives. Caractérisée par des paysages désertiques et une absence de points de repères pour la prise de notes, l'épreuve propose un tracé longeant les rives de la Mer Morte sur un sol dur recouvert de couches de sable et de graviers, rendant ainsi les conditions d'adhérence instables,,. Handicapé par sa position d'ouvreur et insatisfait par les réglages de sa C4, Sébastien Loeb subit lors de la première boucle et accroche la cinquième place au terme des premiers secteurs. Son coéquipier Dani Sordo, profitant d'une route nettoyée, enlève les trois premiers scratchs de la journée pour se porter en tête devant un trio de pilotes nordiques. Le champion du monde enregistre finalement le meilleur temps dans la spéciale précédant l'assistance de mi-parcours et se hisse sur le podium provisoire. Après ajustement du Set-Up de sa voiture et bénéficiant désormais de conditions de route similaires à celles de ses rivaux, il accroît significativement ses performances au cours des deuxièmes passages et réduit l'écart le séparant de Sordo à environ une seconde au soir de la première étape : « C'était une journée difficile. Je n'étais pas content du comportement de la voiture ce matin. On a changé quelques petites choses et cet après-midi j'étais en confiance, alors j'ai pu attaquer plus fort et revenir au contact de Dani. C'est un type de terrain où il est à l'aise, ça prouve qu'il progresse et c'est encourageant pour l'équipe. »,,. L'Alsacien poursuit son offensive le lendemain, remportant les trois premiers temps scratchs et creusant des écarts importants sur ses adversaires pour s'emparer rapidement des commandes du rallye. Détenteur d'une avance de plus de trente secondes sur son poursuivant direct à l'arrivée du premier passage de Shuna, il est percuté frontalement en liaison par le pilote privé Conrad Rautenbach au volant d'une autre C4 : « C'est un accident peu banal. Le départ et l'arrivée de la spéciale sont au même endroit, donc la route pour y accéder est la même et les voitures de course se croisent… quand elles arrivent à se croiser. On n'a pas réussi. Il montait, il était un peu pressé et on s'est vu au dernier moment. Je n'étais pas super concentré non plus parce que je sortais de la spéciale. On a bloqué les roues tous les deux mais on a quand même tapé de face. Les deux voitures sont restées sur place, le rallye s'arrête là. ». Radiateur percé, les dégâts sont irréparables en l'état et le risque significatif de faire surchauffer le bloc moteur devant être réutilisé pour la manche italienne impose à l'équipage franco-monégasque de faire appel à l'assistance,,,. Usant de la règle du Super Rally, les deux hommes sont autorisés à reprendre la course à l'entame de la troisième étape avec une pénalité de vingt-cinq minutes les rétrogradant en vingtième position. Loeb maintient un rythme offensif et remporte trois scratchs supplémentaires mais échoue dans sa tentative de remontée jusqu'aux places rémunératrices de points en se classant dixième du général à l'arrivée : « C'est un week-end à oublier. La seule chose qu'on retiendra, c'est que notre voiture était performante, mais on ne fait pas une bonne opération. C'est dommage, mais ça fait partie de la course. ». Vainqueur de l'épreuve, Mikko Hirvonen profite quant à lui du score vierge enregistré par le Français pour reprendre la tête du classement mondial,,.
| Étape   | Jour   | E.S. | Heure   | Nom            | Distance | Clas. Spé.  | Temps         | Vit. Moy.   | Clas. |
| ------- | ------ | ---- | ------- | -------------- | -------- | ----------- | ------------- | ----------- | ----- |
| Étape 1 | 25 avr | SS1  | 8 h 19  | Suwayma 1      | 13,03 km | 5e          | 6 min 44 s 8  | 115,9 km/h  | 5e    |
| Étape 1 | 25 avr | SS2  | 8 h 53  | Mahes 1        | 20,00 km | 5e          | 14 min 07 s 4 | 85,0 km/h   | 5e    |
| Étape 1 | 25 avr | SS3  | 9 h 38  | Mount Nebo 1   | 11,10 km | 2e          | 8 min 07 s 6  | 82,0 km/h   | 5e    |
| Étape 1 | 25 avr | SS4  | 10 h 25 | Mai'n 1        | 13,46 km | 1er         | 9 min 55 s 4  | 81,4 km/h   | 3e    |
| Étape 1 | 25 avr | SS5  | 12 h 35 | Suwayma 2      | 13,03 km | 2e          | 6 min 38 s 7  | 117,4 km/h  | 3e    |
| Étape 1 | 25 avr | SS6  | 13 h 09 | Mahes 2        | 20,00 km | 1er         | 13 min 38 s 5 | 88,0 km/h   | 2e    |
| Étape 1 | 25 avr | SS7  | 13 h 54 | Mount Nebo 2   | 11,10 km | 1er         | 7 min 52 s 6  | 84,6 km/h   | 2e    |
| Étape 1 | 25 avr | SS8  | 14 h 41 | Mai'n 2        | 13,46 km | 2e          | 9 min 49 s 8  | 82,2 km/h   | 2e    |
| Étape 2 | 26 avr | SS9  | 8 h 53  | Turki 1        | 14,13 km | 1er         | 8 min 18 s 1  | 102,1 km/h  | 1er   |
| Étape 2 | 26 avr | SS10 | 9 h 21  | Erak Elamir 1  | 12,47 km | 1er         | 8 min 40 s 9  | 86,2 km/h   | 1er   |
| Étape 2 | 26 avr | SS11 | 10 h 24 | Shuna 1        | 15,19 km | 1er         | 11 min 54 s 9 | 76,5 km/h   | 1er   |
| Étape 2 | 26 avr | SS12 | 11 h 05 | Baptism Site 1 | 13,13 km | Super Rally | Super Rally   | Super Rally | 7e    |
| Étape 2 | 26 avr | SS13 | 13 h 06 | Turki 2        | 14,13 km | Super Rally | Super Rally   | Super Rally | 10e   |
| Étape 2 | 26 avr | SS14 | 13 h 34 | Erak Elamir 2  | 12,47 km | Super Rally | Super Rally   | Super Rally | 12e   |
| Étape 2 | 26 avr | SS15 | 14 h 37 | Shuna 2        | 15,19 km | Super Rally | Super Rally   | Super Rally | 17e   |
| Étape 2 | 26 avr | SS16 | 15 h 18 | Baptism Site 2 | 13,13 km | Super Rally | Super Rally   | Super Rally | 20e   |
| Étape 3 | 27 avr | SS17 | 7 h 37  | Kafrain 1      | 16,49 km | 3e          | 11 min 06 s 0 | 89,1 km/h   | 18e   |
| Étape 3 | 27 avr | SS18 | 8 h 10  | Wadi Shueib 1  | 9,18 km  | 1er         | 7 min 10 s 1  | 76,8 km/h   | 17e   |
| Étape 3 | 27 avr | SS19 | 9 h 13  | Jordan River 1 | 41,45 km | 1er         | 28 min 32 s 8 | 87,1 km/h   | 12e   |
| Étape 3 | 27 avr | SS20 | 11 h 30 | Kafrain 2      | 16,49 km | 2e          | 11 min 06 s 4 | 89,1 km/h   | 11e   |
| Étape 3 | 27 avr | SS21 | 12 h 03 | Wadi Shueib 2  | 9,18 km  | 1er         | 7 min 04 s 8  | 77,8 km/h   | 10e   |
| Étape 3 | 27 avr | SS22 | 13 h 06 | Jordan River 2 | 41,45 km | 2e          | 28 min 19 s 5 | 87,8 km/h   | 10e   |

### 5º Rally d'Italia-Sardegna

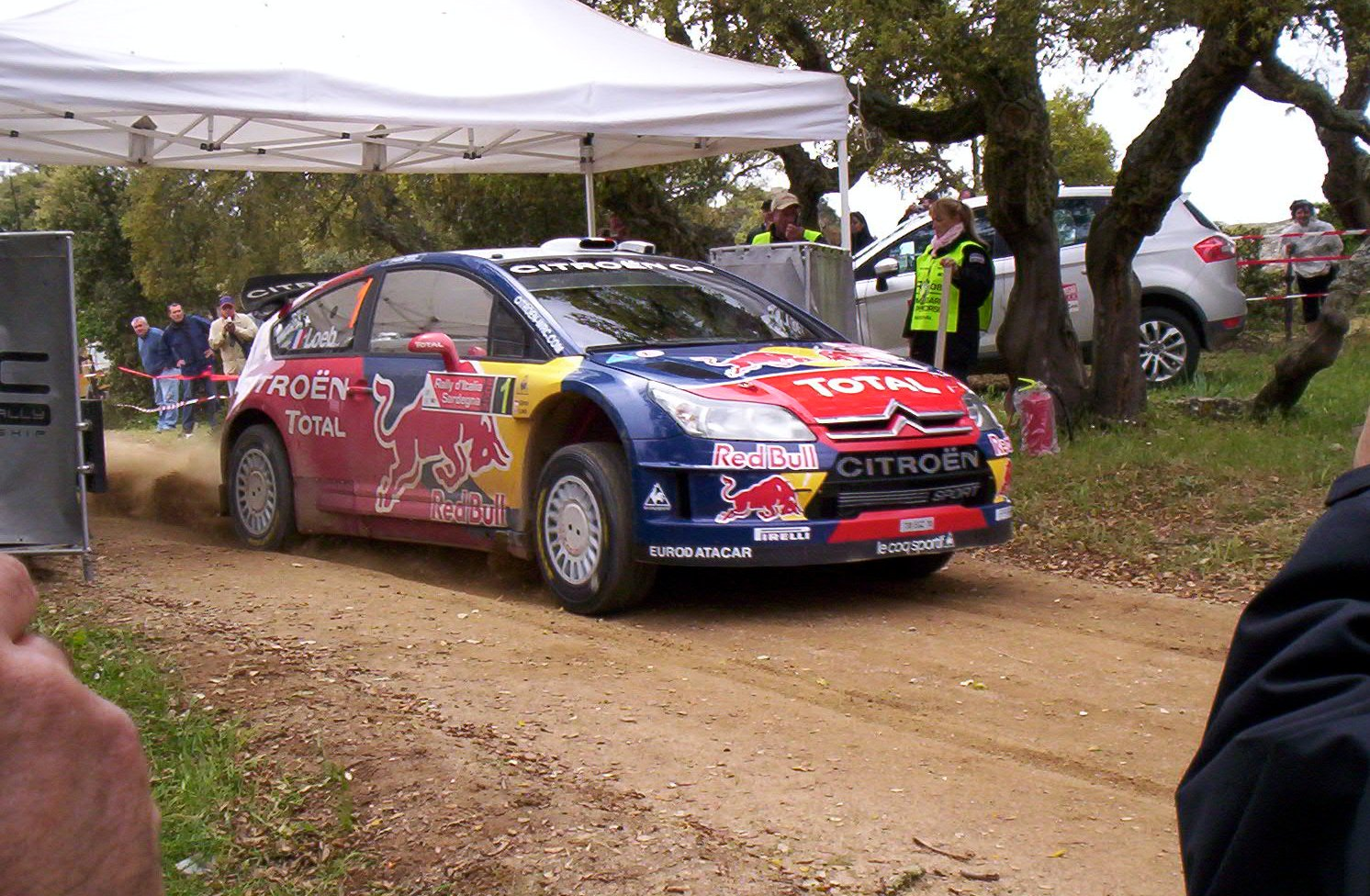
Sébastien Loeb s'impose sur le fil lors du rallye de Sardaigne après avoir balayé les deux tiers des spéciales dans des conditions défavorables.

Première épreuve véritablement cassante de la saison, le rallye de Sardaigne est cette année-là redouté par les pilotes en raison du test grandeur nature qu'il constitue pour les nouveaux pneus Pirelli, dépourvus de mousse anti-crevaison. Les fortes intempéries survenues les jours précédant le départ ont quant à elles contribué à raviner les surfaces sablonneuses et à compliquer la prise de notes lors des reconnaissances,,. Deuxième à s'élancer sur les spéciales, rendues boueuses et glissantes, Sébastien Loeb accroche la quatrième position devant Mikko Hirvonen, son principal rival au championnat. Profitant d'une crevaison de Jari-Matti Latvala, leader provisoire, il s'empare des commandes du rallye dans le premier passage de Crastazza et creuse des écarts de près de vingt secondes sur les autres concurrents. Il signe un second scratch avant l'assistance de mi-journée puis poursuit sur un rythme offensif lors de la deuxième boucle. Toujours en tête au soir de la première étape, il porte son avance à plus de trente-cinq secondes sur son poursuivant direct, le jeune Espagnol Dani Sordo : « C'était une bonne journée, sans problème. Aucune faute, un bon comportement de la voiture, des pneus très solides. J'ai roulé vraiment au maximum depuis ce matin, parce que Latvala roule très fort. Il est bien parti pour faire une belle remontée, donc il ne faut pas s'endormir devant. »,. Désormais titulaire du rôle d'ouvreur, l'Alsacien écope le lendemain du handicap du balayage sur un sol asséché et ne peut que tenter de limiter les dégâts face aux pilotes Ford. Les deux Finlandais de la marque à l'Ovale monopolisent les temps scratchs de la deuxième étape et parviennent à revenir à moins de trente secondes du quadruple champion du monde avant la dernière journée de course : « J'ai attaqué comme hier, je suis à bloc depuis le début du rallye, mais forcément quand on est le premier sur la route on est pénalisé. Généralement, on se bat avec le deuxième ou le troisième, donc on arrive à limiter les écarts, mais aujourd'hui Latvala passait septième donc c'était impossible. »,. Amputé d'un tiers de son avance dès le premier passage de Monte Olia, très bosselé et cassant, Loeb réagit en enregistrant le scratch dans le secteur suivant, plus roulant, malgré les conditions de route défavorables. Il parvient dès lors à contrôler la remontée de ses adversaires et remporte sur le fil la quarantième victoire de sa carrière en mondial, l'écart le séparant de Mikko Hirvonen étant tombé à dix secondes au moment de franchir la ligne d'arrivée de la Super-Spéciale de clôture : « C'était dur tout le week-end, et finalement on est devant. Je suis surtout content d'avoir tenu jusqu'au bout, parce que les écarts étaient vraiment faibles donc ce n'était pas évident. C'est un peu frustrant un rallye comme ça où on prend la tête le premier jour et où on doit se battre tout le temps pour essayer de la garder, sans pouvoir faire les meilleurs temps parce qu'on est le premier sur la route. Cette année, avec les pneus durs, c'est encore plus difficile de passer le premier. ». Deuxième du classement final, le Finlandais parvient quant à lui à conserver pour trois points la tête du championnat Pilotes,.
| Étape   | Jour   | E.S. | Heure   | Nom              | Distance | Clas. Spé. | Temps         | Vit. Moy. | Clas. |
| ------- | ------ | ---- | ------- | ---------------- | -------- | ---------- | ------------- | --------- | ----- |
| Étape 1 | 16 mai | SS1  | 10 h 23 | Monte Corvos 1   | 16,43 km | 4e         | 11 min 32 s 1 | 85,5 km/h | 4e    |
| Étape 1 | 16 mai | SS2  | 10 h 50 | Crastazza 1      | 33,96 km | 1er        | 23 min 56 s 1 | 85,1 km/h | 1er   |
| Étape 1 | 16 mai | SS3  | 12 h 07 | Terranova 1      | 15,39 km | 1er        | 10 min 48 s 3 | 85,5 km/h | 1er   |
| Étape 1 | 16 mai | SS4  | 15 h 18 | Monte Corvos 2   | 16,43 km | 5e         | 11 min 16 s 3 | 87,5 km/h | 1er   |
| Étape 1 | 16 mai | SS5  | 15 h 45 | Crastazza 2      | 33,96 km | 1er        | 23 min 21 s 4 | 87,2 km/h | 1er   |
| Étape 1 | 16 mai | SS6  | 17 h 02 | Terranova 2      | 15,39 km | 2e         | 10 min 33 s 4 | 87,5 km/h | 1er   |
| Étape 2 | 17 mai | SS7  | 9 h 39  | Punta Pianedda 1 | 18,53 km | 4e         | 11 min 40 s 9 | 95,2 km/h | 1er   |
| Étape 2 | 17 mai | SS8  | 10 h 31 | Monte Lerno 1    | 29,31 km | 3e         | 19 min 57 s 1 | 88,1 km/h | 1er   |
| Étape 2 | 17 mai | SS9  | 11 h 16 | Su Filigosu 1    | 19,46 km | 4e         | 12 min 56 s 1 | 90,3 km/h | 1er   |
| Étape 2 | 17 mai | SS10 | 14 h 56 | Punta Pianedda 2 | 18,53 km | 3e         | 11 min 18 s 4 | 98,3 km/h | 1er   |
| Étape 2 | 17 mai | SS11 | 15 h 48 | Monte Lerno 2    | 29,31 km | 4e         | 19 min 32 s 3 | 90,0 km/h | 1er   |
| Étape 2 | 17 mai | SS12 | 16 h 33 | Su Filigosu 2    | 19,46 km | 3e         | 12 min 29 s 1 | 93,5 km/h | 1er   |
| Étape 3 | 18 mai | SS13 | 8 h 10  | Monte Olia 1     | 19,28 km | 3e         | 14 min 13 s 5 | 81,3 km/h | 1er   |
| Étape 3 | 18 mai | SS14 | 8 h 50  | Sorilis 1        | 18,66 km | 1er        | 13 min 58 s 9 | 80,1 km/h | 1er   |
| Étape 3 | 18 mai | SS15 | 11 h 36 | Monte Olia 2     | 19,28 km | 4e         | 13 min 55 s 7 | 83,1 km/h | 1er   |
| Étape 3 | 18 mai | SS16 | 12 h 16 | Sorilis 2        | 18,66 km | 2e         | 13 min 48 s 3 | 81,1 km/h | 1er   |
| Étape 3 | 18 mai | SS17 | 14 h 10 | Liscia Ruja      | 2,69 km  | 5e         | 1 min 59 s 3  | 81,2 km/h | 1er   |

### 55th BP Ultimate Acropolis Rally of Greece
Troisième chapitre de la tournée méditerranéenne, le rallye de l'Acropole marque l'inauguration de la nouvelle Subaru Impreza dont la version 2008 tranche radicalement avec les précédentes par l'abandon du format tri-corps. Avancé en catimini sous la pression de l'ancien champion du monde Petter Solberg, ce lancement doit permettre à la marque japonaise de mettre fin à trois saisons consécutives sans victoire. De son côté, Sébastien Loeb aborde l'épreuve hellénique avec prudence en raison de l'absence de système anti-crevaison sur le rallye le plus cassant du calendrier, bien que les modèles Scorpion Hard de Pirelli aient passé avec succès le test de la manche italienne,. Deuxième à s'élancer sur les spéciales, l'Alsacien enregistre son premier scratch avant la fin de la boucle matinale et se retrouve en lutte pour la position de tête face à Jari-Matti Latvala et Dani Sordo. Handicapé par le balayage, Mikko Hirvonen se retrouve impuissant pour suivre le rythme de ses adversaires et accumule un retard de près de trente secondes à l'assistance de mi-journée. Loeb profite des conditions de route plus uniformisées des deuxièmes passages pour monopoliser le haut de la feuille des temps sur l'intégralité des trois secteurs de l'après-midi et s'emparer ainsi des commandes : « Le phénomène de la Sardaigne ne s'est pas reproduit ici. Cette fois, les passages répétés des concurrents nous ont procuré une adhérence acceptable, suffisante en tout cas pour refaire notre retard, prendre la tête et creuser l'écart. Pour cela, il n'a tout de même pas fallu traîner en route ! Avec Daniel, nous avons roulé très vite, gérant juste les parties les plus critiques. ». Le tournant du rallye se produit finalement en fin d'étape. Après avoir significativement endommagé leurs Focus contre les pierres parsemant le sixième tronçon du jour, les deux pilotes Ford se voient contraint de s'engager sur la Super-Spéciale de clôture au ralenti pour rejoindre le parc fermé avec un déficit de plus d'une minute sur le champion du monde,. Désormais en position d'ouvreur, Loeb subit le handicap du balayage le lendemain et ne peut que limiter les dégâts face à Hirvonen et Latvala. Victime d'une crevaison dans le premier passage de Pissia, il abandonne plus de trente secondes et perd la tête du classement général au profit de son coéquipier Dani Sordo avant que le jeune Espagnol ne connaisse le même problème dans la deuxième boucle. Ses deux rivaux Finlandais sont finalement stoppés dans leur remontée et rétrogradent au-delà des places d'honneur respectivement en raison d'une suspension cassée et d'un turbo défectueux,. Détenteur d'une avance de près de trente secondes sur son poursuivant direct, le Norvégien Petter Solberg, Loeb entame la dernière journée de course sur un rythme prudent en se calant sur les temps intermédiaires de ses adversaires. Il parvient à rejoindre l'arrivée en évitant les derniers pièges des pistes grecques et s'adjuge une cinquième victoire de la saison. La troisième place finale de Mikko Hirvonen lui permet dans le même temps de reprendre la tête du classement mondial : « C'était un rallye très long et très dur, très exigeant pour les mécaniques et pour les pneus. Il fallait aussi savoir décider quand attaquer et quand perdre du temps. Ford avait gagné six fois sur huit ici, alors on a beaucoup travaillé pour adapter la voiture à ce genre de routes et on a pu se battre pour la victoire pendant tout le rallye. Je suis assez content et je pense que c'est peut-être l'expérience qui a parlé. On savait qu'il fallait être raisonnable et certains ont su mieux gérer leur affaire, d'autres moins, c'est ce qui a fait la différence. J'ai accepté de perdre du temps et ça a payé. »,.
| Étape   | Jour     | E.S. | Heure   | Nom              | Distance | Clas. Spé. | Temps         | Vit. Moy. | Clas. |
| ------- | -------- | ---- | ------- | ---------------- | -------- | ---------- | ------------- | --------- | ----- |
| Étape 1 | 30 mai   | SS1  | 9 h 16  | Schimatari 1     | 11,57 km | 3e         | 10 min 40 s 1 | 65,1 km/h | 3e    |
| Étape 1 | 30 mai   | SS2  | 10 h 04 | Thiva 1          | 23,76 km | 1er        | 17 min 15 s 2 | 82,6 km/h | 3e    |
| Étape 1 | 30 mai   | SS3  | 11 h 27 | Psatha 1         | 17,41 km | 2e         | 11 min 31 s 4 | 90,7 km/h | 2e    |
| Étape 1 | 30 mai   | SS4  | 14 h 40 | Schimatari 2     | 11,57 km | 1er        | 10 min 26 s 7 | 66,5 km/h | 1er   |
| Étape 1 | 30 mai   | SS5  | 15 h 28 | Thiva 2          | 23,76 km | 1er        | 16 min 53 s 8 | 84,4 km/h | 1er   |
| Étape 1 | 30 mai   | SS6  | 16 h 51 | Psatha 2         | 17,41 km | 1er        | 11 min 12 s 5 | 93,2 km/h | 1er   |
| Étape 1 | 30 mai   | SS7  | 18 h 30 | Tatoi 1          | 4,60 km  | 3e         | 3 min 35 s 1  | 77,0 km/h | 1er   |
| Étape 2 | 31 mai   | SS8  | 9 h 58  | Aghii Theodori 1 | 32,16 km | 6e         | 22 min 58 s 2 | 84,0 km/h | 1er   |
| Étape 2 | 31 mai   | SS9  | 10 h 41 | Pissia 1         | 16,60 km | 15e        | 12 min 51 s 5 | 77,5 km/h | 2e    |
| Étape 2 | 31 mai   | SS10 | 12 h 09 | Aghia Triada 1   | 10,80 km | 2e         | 7 min 46 s 5  | 83,3 km/h | 2e    |
| Étape 2 | 31 mai   | SS11 | 15 h 10 | Aghii Theodori 2 | 32,16 km | 6e         | 22 min 54 s 0 | 84,3 km/h | 2e    |
| Étape 2 | 31 mai   | SS12 | 15 h 53 | Pissia 2         | 16,60 km | 2e         | 12 min 16 s 3 | 81,2 km/h | 1er   |
| Étape 2 | 31 mai   | SS13 | 17 h 21 | Aghia Triada 2   | 10,80 km | 2e         | 7 min 49 s 8  | 82,8 km/h | 1er   |
| Étape 3 | 1er juin | SS14 | 6 h 48  | Avlonas 1        | 15,14 km | 3e         | 9 min 16 s 9  | 97,9 km/h | 1er   |
| Étape 3 | 1er juin | SS15 | 7 h 27  | Assopia 1        | 18,52 km | 5e         | 12 min 00 s 5 | 92,6 km/h | 1er   |
| Étape 3 | 1er juin | SS16 | 8 h 30  | Aghia Sotira 1   | 15,20 km | 9e         | 10 min 15 s 1 | 89,0 km/h | 1er   |
| Étape 3 | 1er juin | SS17 | 11 h 12 | Avlonas 2        | 15,14 km | 7e         | 9 min 19 s 5  | 97,4 km/h | 1er   |
| Étape 3 | 1er juin | SS18 | 11 h 51 | Assopia 2        | 18,52 km | 4e         | 11 min 49 s 4 | 94,0 km/h | 1er   |
| Étape 3 | 1er juin | SS19 | 12 h 54 | Aghia Sotira 2   | 15,20 km | 10e        | 10 min 26 s 6 | 87,3 km/h | 1er   |
| Étape 3 | 1er juin | SS20 | 14 h 30 | Tatoi 2          | 4,60 km  | 9e         | 3 min 35 s 6  | 76,8 km/h | 1er   |

### 9th Rally of Turkey
Dernière manche de la saison disputée sur terre abrasive, le rallye de Turquie effectue son retour au sein du calendrier mondial après deux ans d'absence tout en renouant avec un positionnement estival. Sur un tracé globalement inchangé par rapport aux éditions précédentes, Sébastien Loeb retrouve le rôle de balayeur qui sied au leader du championnat du monde,,. Vainqueur de la Super-Spéciale d'ouverture, il subit le handicap de sa position d'ouvreur dès les premiers secteurs significatifs et concède plus de dix secondes sur Mikko Hirvonen à l'assistance de mi-journée. Il profite de la deuxième boucle pour limiter davantage les dégâts et enregistre le scratch dans Kumluca avant d'entamer les deux derniers tronçons du jour où la trace doit une nouvelle fois être faite. C'est à ce moment que l'équipe Ford prend la décision de briser l'accord de fair-play conclu officieusement avec Citroën en faisant ralentir ses pilotes occupant les deux premières places du classement provisoire en toute fin d'étape, avec l'objectif de s'intercaler derrière l'Alsacien et le forcer ainsi à balayer une deuxième journée consécutive. Cette tactique de course peu respectueuse de l'éthique sportive sera dès lors monnaie courante en WRC jusqu'en 2012, saison marquée par la décision de la FIA d'un retour à la grille inversée,. Impuissant face à Latvala et Hirvonen, les deux Finlandais s'élançant respectivement en troisième et cinquième position dans les spéciales et bénéficiant ainsi d'une surface nettoyée, Loeb parvient malgré tout à accrocher le podium provisoire en prenant le dessus sur l'Italien Gianluigi Galli. Il enregistre deux scratchs supplémentaires en fin de journée mais accuse, en dépit d'un rythme offensif, un retard supérieur à trente secondes sur le leader lors du retour au parc fermé : « Premiers sur la route, on connaissait les données du problème. Cela ne servait à rien de se lamenter, de pester contre le règlement ou de critiquer la stratégie de nos adversaires. Il n'y avait qu'une alternative : l'attaque ! »,. Longue de moins de 70 km, la troisième et dernière étape est insuffisante pour lui permettre de jouer la victoire à la régulière. Avec dix secondes reprises au général, le Français doit se contenter de la dernière marche du podium et cède une nouvelle fois la tête du classement mondial au vainqueur du jour Mikko Hirvonen : « Comme lors des deux premières étapes, nous avons attaqué aussi fort que possible mais cela n'a pas suffi. Nos réglages étaient pourtant bien adaptés, la C4 WRC efficace et nous n'avons pas commis de faute. Bien que troisième sur la route, nous n'avons pas bénéficié de conditions favorables. Nos adversaires n'ont pas eu à reproduire le même type de balayage que celui que nous avons dû effectuer précédemment. Je ne peux pas me réjouir de cette troisième place et encore moins d'avoir concédé la tête du championnat Pilotes. Pendant trois jours, nous avons tout essayé. Souvent au-delà des limites, exploitant au maximum le potentiel de notre voiture et celui des pneus Pirelli qui se sont montrés résistants aux crevaisons. »,.
| Étape   | Jour    | E.S. | Heure   | Nom                  | Distance | Clas. Spé. | Temps         | Vit. Moy. | Clas. |
| ------- | ------- | ---- | ------- | -------------------- | -------- | ---------- | ------------- | --------- | ----- |
| Étape 1 | 12 juin | SS1  | 17 h 25 | Akdeniz University 1 | 2,60 km  | 1er        | 2 min 07 s 6  | 73,4 km/h | 1er   |
| Étape 1 | 13 juin | SS2  | 8 h 38  | Perge 1              | 22,43 km | 10e        | 16 min 17 s 0 | 82,6 km/h | 6e    |
| Étape 1 | 13 juin | SS3  | 9 h 21  | Myra 1               | 24,15 km | 6e         | 21 min 24 s 8 | 67,7 km/h | 5e    |
| Étape 1 | 13 juin | SS4  | 9 h 59  | Kumluca 1            | 9,90 km  | 4e         | 7 min 50 s 4  | 75,8 km/h | 5e    |
| Étape 1 | 13 juin | SS5  | 12 h 57 | Perge 2              | 22,43 km | 6e         | 15 min 48 s 4 | 85,1 km/h | 6e    |
| Étape 1 | 13 juin | SS6  | 13 h 40 | Myra 2               | 24,15 km | 3e         | 20 min 57 s 2 | 69,2 km/h | 4e    |
| Étape 1 | 13 juin | SS7  | 14 h 18 | Kumluca 2            | 9,90 km  | 1er        | 7 min 38 s 9  | 77,7 km/h | 3e    |
| Étape 1 | 13 juin | SS8  | 17 h 01 | Chimera 1            | 16,91 km | 7e         | 12 min 32 s 8 | 80,9 km/h | 4e    |
| Étape 1 | 13 juin | SS9  | 17 h 44 | Phaselis 1           | 22,47 km | 4e         | 17 min 58 s 1 | 75,0 km/h | 1er   |
| Étape 2 | 14 juin | SS10 | 9 h 33  | Chimera 2            | 16,91 km | 3e         | 12 min 01 s 2 | 84,4 km/h | 1er   |
| Étape 2 | 14 juin | SS11 | 10 h 21 | Silyon 1             | 27,36 km | 5e         | 22 min 10 s 1 | 74,1 km/h | 4e    |
| Étape 2 | 14 juin | SS12 | 13 h 04 | Kemer 1              | 20,60 km | 5e         | 15 min 15 s 7 | 81,0 km/h | 3e    |
| Étape 2 | 14 juin | SS13 | 13 h 52 | Silyon 2             | 27,36 km | 4e         | 21 min 52 s 6 | 75,0 km/h | 3e    |
| Étape 2 | 14 juin | SS14 | 16 h 35 | Kemer 2              | 20,60 km | 4e         | 14 min 51 s 7 | 83,2 km/h | 3e    |
| Étape 2 | 14 juin | SS15 | 17 h 23 | Phaselis 2           | 22,47 km | 1er        | 17 min 19 s 2 | 77,8 km/h | 3e    |
| Étape 2 | 14 juin | SS16 | 19 h 01 | Akdeniz University 2 | 2,60 km  | 1er        | 2 min 06 s 3  | 74,1 km/h | 3e    |
| Étape 3 | 15 juin | SS17 | 9 h 38  | Olympos 1            | 31,20 km | 5e         | 25 min 15 s 7 | 74,1 km/h | 3e    |
| Étape 3 | 15 juin | SS18 | 12 h 04 | Tekirova             | 5,50 km  | 1er        | 4 min 11 s 2  | 78,8 km/h | 3e    |
| Étape 3 | 15 juin | SS19 | 13 h 07 | Olympos 2            | 31,20 km | 3e         | 24 min 53 s 9 | 75,2 km/h | 3e    |

### 58th Neste Oil Rally Finland

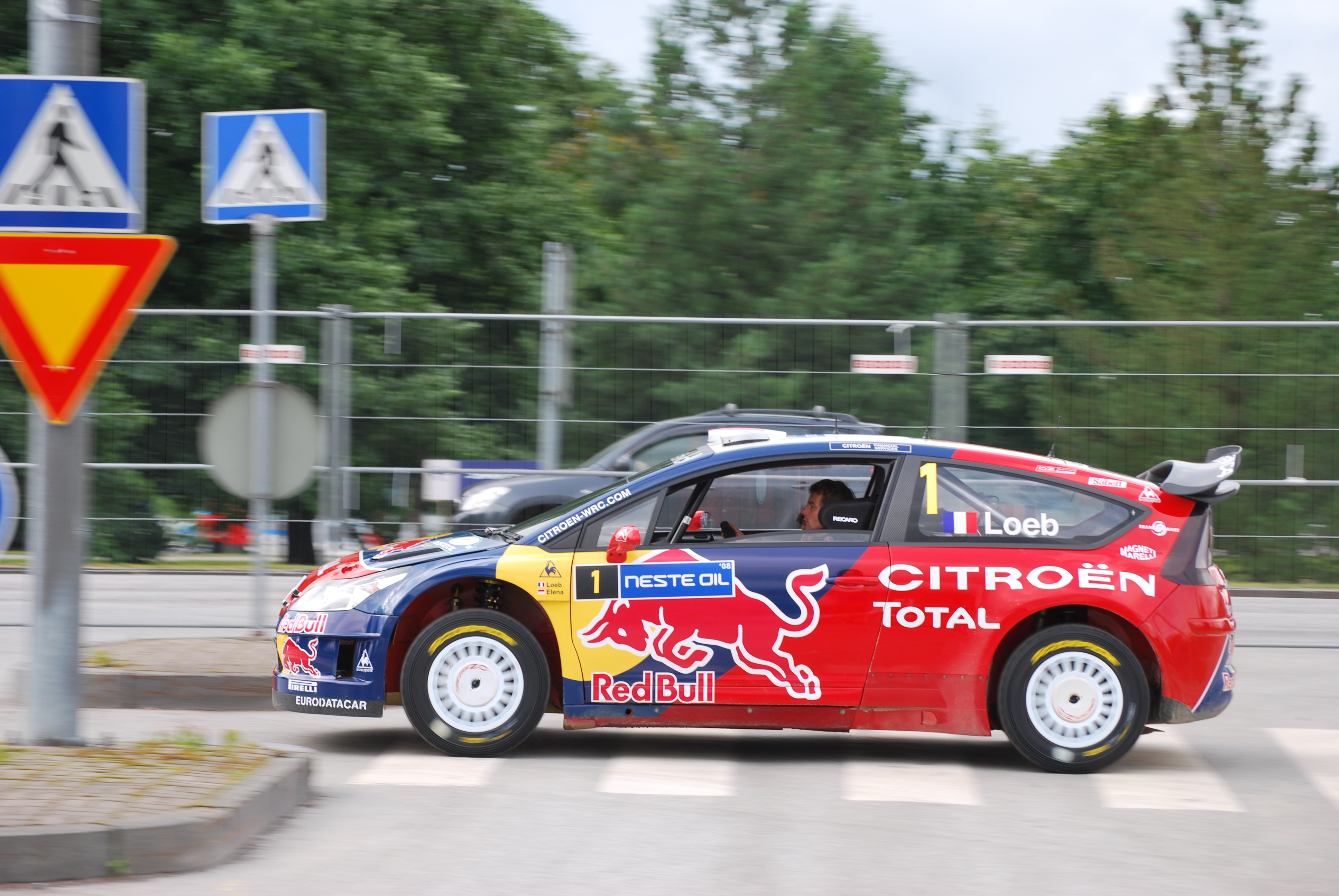
Après avoir échoué plusieurs fois aux places d'honneur face aux pilotes locaux, Sébastien Loeb parvient finalement à s'imposer au rallye de Finlande, devenant ainsi le troisième pilote non nordique à réaliser cette performance.

Après six semaines de pause estivale, le rallye de Finlande marque la reprise du championnat en présentant un tracé renouvelé pour moitié. Sur l'une des seules épreuves classiques manquant encore à son palmarès, Sébastien Loeb avoue caresser l'espoir de combler cette lacune en profitant de l'absence de Marcus Grönholm, réputé invincible sur ses terres et contre qui il échoua lors des trois dernières éditions,,,. Vainqueur de la Super-Spéciale d'ouverture, il entame les premiers secteurs significatifs sur un rythme offensif en monopolisant le haut de la feuille des temps sur la totalité de la boucle matinale et s'empare des commandes pour quelques secondes devant Mikko Hirvonen, favori de l'épreuve. Jari-Matti Latvala étant parti précocement à la faute dans la troisième spéciale, les deux hommes se retrouvent alors seuls en tête, creusant des écarts déjà importants sur le reste des concurrents : « C'est une très bonne matinée. Il y a une grosse bagarre avec Mikko. Je dois prendre des risques pour gagner ce rallye mais tout marche bien donc ça peut aller pour le moment. ». L'Alsacien poursuit sa domination sur le restant de la première étape, signant le scratch sur la totalité des tronçons au programme à l'exception de celui de Urria pour finalement établir une marge d'environ quinze secondes sur son adversaire lors du retour au parc fermé : « Nous sommes souvent à la limite. C'est la seule manière pour faire la différence ! Plus humide, l'après-midi s'est révélé délicat à gérer avec des portions creusées et d'autres où l'adhérence avait changé. Nous nous sommes méfiés tout en roulant encore très fort ! C'est la difficulté de cette épreuve. Il faut trouver le bon compromis. »,,. La lutte se prolonge le lendemain sur des spéciales comportant davantage de graviers et donc plus propices aux effets du balayage. Premier à s'élancer, Loeb subit en partie sa position d'ouvreur et montre plus de difficultés à rivaliser face à Hirvonen. Le Finlandais enregistre trois temps scratchs sur l'étape et parvient momentanément à réduire l'écart le séparant du quadruple champion du monde aux alentours de onze secondes. Ce dernier réagit finalement dans les deux derniers secteurs de la journée au cours desquels son adversaire commet plusieurs écarts de trajectoire en voulant tenter de suivre son rythme : « C'est très chaud, c'est l'une de mes plus grosses bagarres ici. C'est encore monté d'un cran par rapport à l'an dernier, il n'y a qu'à voir les temps qui ont été explosés. »,,. Titulaire d'une avance de plus de dix-huit secondes à l'entame de la courte dernière journée de course, Loeb signe un quinzième et dernier scratch avant de limiter sa cadence dans les deux derniers secteurs pour assurer ses trajectoires. Il rallie l'arrivée sans commettre d'erreur et remporte pour la première fois de sa carrière le rallye de Finlande, devenant, après Carlos Sainz et Didier Auriol, le troisième pilote non nordique de l'Histoire à réaliser cette performance : « La bagarre a été fantastique pendant tout le week-end avec Mikko, c'est le rallye le plus difficile du championnat et il fallait vraiment éviter, jusqu'au bout, de faire la moindre erreur, malgré le rythme très élevé. C'est une super victoire, parce que la Finlande ce n'est pas un rallye qu'on gagne tous les ans, c'est un rallye mythique. J'aurais aimé battre Marcus ici, j'ai essayé mais je n'y suis jamais arrivé. Je gagne l'année d'après, tant mieux pour lui, comme ça il reste invaincu chez lui. »,,,,.
| Étape   | Jour     | E.S. | Heure   | Nom           | Distance | Clas. Spé. | Temps         | Vit. Moy.  | Clas. |
| ------- | -------- | ---- | ------- | ------------- | -------- | ---------- | ------------- | ---------- | ----- |
| Étape 1 | 31 juil  | SS1  | 19 h 45 | Killeri 1     | 2,06 km  | 1er        | 1 min 20 s 5  | 92,1 km/h  | 1er   |
| Étape 1 | 1er août | SS2  | 7 h 30  | Vellipohja 1  | 17,16 km | 1er        | 8 min 16 s 9  | 124,3 km/h | 1er   |
| Étape 1 | 1er août | SS3  | 8 h 26  | Mökkiperä 1   | 11,38 km | 1er        | 5 min 30 s 5  | 124,0 km/h | 1er   |
| Étape 1 | 1er août | SS4  | 9 h 09  | Palsankylä 1  | 13,90 km | 1er        | 7 min 12 s 7  | 115,6 km/h | 1er   |
| Étape 1 | 1er août | SS5  | 11 h 47 | Vellipohja 2  | 17,16 km | 1er        | 8 min 09 s 9  | 126,1 km/h | 1er   |
| Étape 1 | 1er août | SS6  | 12 h 43 | Mökkiperä 2   | 11,38 km | 1er        | 5 min 28 s 8  | 124,6 km/h | 1er   |
| Étape 1 | 1er août | SS7  | 13 h 26 | Palsankylä 2  | 13,90 km | 1er        | 7 min 07 s 8  | 117,0 km/h | 1er   |
| Étape 1 | 1er août | SS8  | 16 h 18 | Urria         | 12,65 km | 2e         | 6 min 01 s 2  | 126,1 km/h | 1er   |
| Étape 1 | 1er août | SS9  | 16 h 50 | Lautaperä     | 7,87 km  | 1er        | 3 min 52 s 4  | 121,9 km/h | 1er   |
| Étape 1 | 1er août | SS10 | 17 h 29 | Jukojärvi     | 22,18 km | 1er        | 10 min 37 s 2 | 125,3 km/h | 1er   |
| Étape 1 | 1er août | SS11 | 20 h 00 | Killeri 2     | 2,06 km  | 1er        | 1 min 20 s 0  | 92,7 km/h  | 1er   |
| Étape 2 | 2 aoû    | SS12 | 7 h 13  | Himos         | 15,35 km | 2e         | 8 min 40 s 3  | 106,2 km/h | 1er   |
| Étape 2 | 2 aoû    | SS13 | 8 h 09  | Hirvimäki     | 10,67 km | 1er        | 5 min 47 s 7  | 110,5 km/h | 1er   |
| Étape 2 | 2 aoû    | SS14 | 8 h 34  | Surkee 1      | 14,80 km | 1er        | 8 min 03 s 4  | 110,2 km/h | 1er   |
| Étape 2 | 2 aoû    | SS15 | 10 h 46 | Leustu        | 21,43 km | 2e         | 10 min 17 s 0 | 125,0 km/h | 1er   |
| Étape 2 | 2 aoû    | SS16 | 11 h 45 | Kakaristo 1   | 20,09 km | 2e         | 10 min 48 s 3 | 111,6 km/h | 1er   |
| Étape 2 | 2 aoû    | SS17 | 12 h 26 | Kaipolanvuori | 13,64 km | 3e         | 7 min 08 s 3  | 114,6 km/h | 1er   |
| Étape 2 | 2 aoû    | SS18 | 13 h 31 | Surkee 2      | 14,80 km | 1er        | 7 min 55 s 9  | 112,0 km/h | 1er   |
| Étape 2 | 2 aoû    | SS19 | 16 h 13 | Kakaristo 2   | 20,09 km | 3e         | 10 min 38 s 0 | 113,4 km/h | 1er   |
| Étape 2 | 2 aoû    | SS20 | 17 h 03 | Juupajoki     | 21,13 km | 2e         | 11 min 04 s 2 | 114,5 km/h | 1er   |
| Étape 2 | 2 aoû    | SS21 | 17 h 56 | Väärinmaja    | 16,25 km | 1er        | 8 min 22 s 5  | 116,4 km/h | 1er   |
| Étape 3 | 3 aoû    | SS22 | 9 h 38  | Lankamaa      | 23,09 km | 1er        | 11 min 11 s 0 | 123,9 km/h | 1er   |
| Étape 3 | 3 aoû    | SS23 | 10 h 44 | Hannula       | 10,92 km | 6e         | 5 min 55 s 1  | 110,7 km/h | 1er   |
| Étape 3 | 3 aoû    | SS24 | 12 h 02 | Ruuhimäki     | 6,46 km  | 5e         | 3 min 15 s 9  | 118,7 km/h | 1er   |

### 27. ADAC Rallye Deutschland
Après sept épreuves consécutives disputées sur terre, le calendrier mondial renoue avec les manches asphalte dans le cadre du rallye d'Allemagne. Sixtuple vainqueur sortant en autant de participations, Sébastien Loeb dispose alors d'une occasion de reprendre la tête du championnat Pilotes à Mikko Hirvonen sur sa surface de prédilection. L'Alsacien redoute néanmoins les conditions météo changeantes, caractéristiques de la région de Trèves, en raison du nouveau règlement interdisant les pneus pluie ainsi que le retaillage des gommes,,. Auteur du meilleur temps de la première spéciale, il s'empare des commandes du rallye et creuse des écarts significatifs sur ses poursuivants directs. Seuls son coéquipier Dani Sordo et Hirvonen parviennent à éviter de se faire distancer. Poursuivant sur un rythme offensif, il enlève l'ensemble des scratchs de la première étape à l'exception du dernier secteur, annulé en raison de la présence de spectateurs sur des zones non sécurisées, et rejoint le parc fermé avec une avance de vingt secondes sur son rival finlandais : « Il a fallu attaquer très fort toute la journée, rouler toujours à la limite, parce que Mikko est vraiment allé très vite, surtout cet après-midi. »,. Loeb ne relâche pas son effort le lendemain et prolonge sa série, portant son score à douze scratchs consécutifs. Fort d'une avance de plus de quarante secondes sur Sordo, parvenu à prendre définitivement le dessus sur Hirvonen, le quadruple champion du monde décide de ralentir le rythme en fin d'étape pour économiser son moteur en vue des prochaines manches, le privant ainsi d'un nouveau Grand Chelem : « C'était une journée parfaite. Je n'ai pas fait tous les meilleurs temps mais dans les deux dernières spéciales, j'ai commencé à économiser un peu le moteur en prévision des deux prochains rallyes. »,. Désormais intouchable à la régulière, il décide d'assurer ses trajectoires lors de la dernière journée, abandonnant le haut de la feuille des temps à Mikko Hirvonen et François Duval dans leur lutte pour la troisième place. Le pilote belge ressort finalement vainqueur du duel, permettant ainsi à Loeb, auteur d'une septième victoire de rang en Allemagne, de reprendre cinq points à son principal adversaire au championnat et avec eux la tête du classement mondial : « C'est un super résultat, un super moment pour toute l'équipe et une belle opération aux championnats. À la régulière, ça ne m'aurait pas plu de me faire battre. En plus, c'est un rallye où il y a toujours beaucoup de monde, beaucoup de supporters, beaucoup de copains. J'étais bien dans la voiture, je n'ai pas pris de risques inconsidérés. »,.
| Étape   | Jour   | E.S. | Heure   | Nom                  | Distance | Clas. Spé.        | Temps             | Vit. Moy.         | Clas. |
| ------- | ------ | ---- | ------- | -------------------- | -------- | ----------------- | ----------------- | ----------------- | ----- |
| Étape 1 | 15 aoû | SS1  | 9 h 13  | Ruwertal - Fell 1    | 21,22 km | 1er               | 11 min 31 s 6     | 110,5 km/h        | 1er   |
| Étape 1 | 15 aoû | SS2  | 10 h 26 | Grafschaft Veldenz 1 | 23,04 km | 1er               | 13 min 14 s 4     | 104,4 km/h        | 1er   |
| Étape 1 | 15 aoû | SS3  | 11 h 19 | Moselland 1          | 9,82 km  | 1er               | 5 min 29 s 3      | 107,4 km/h        | 1er   |
| Étape 1 | 15 aoû | SS4  | 14 h 52 | Ruwertal - Fell 2    | 21,22 km | 1er               | 11 min 28 s 7     | 110,9 km/h        | 1er   |
| Étape 1 | 15 aoû | SS5  | 16 h 05 | Grafschaft Veldenz 2 | 23,04 km | 1er               | 13 min 12 s 3     | 104,7 km/h        | 1er   |
| Étape 1 | 15 aoû | SS6  | 16 h 58 | Moselland 2          | 9,82 km  | Temps forfaitaire | Temps forfaitaire | Temps forfaitaire | 1er   |
| Étape 2 | 16 aoû | SS7  | 8 h 18  | Bosenberg 1          | 19,12 km | 1er               | 10 min 50 s 1     | 105,9 km/h        | 1er   |
| Étape 2 | 16 aoû | SS8  | 8 h 51  | Freisen - Westrich 1 | 16,16 km | 1er               | 9 min 26 s 9      | 102,6 km/h        | 1er   |
| Étape 2 | 16 aoû | SS9  | 9 h 26  | Birkenfelder Land 1  | 14,22 km | 1er               | 7 min 57 s 1      | 107,3 km/h        | 1er   |
| Étape 2 | 16 aoû | SS10 | 10 h 44 | Arena Panzerplatte 1 | 30,38 km | 1er               | 17 min 44 s 5     | 102,7 km/h        | 1er   |
| Étape 2 | 16 aoû | SS11 | 14 h 57 | Bosenberg 2          | 19,12 km | 1er               | 10 min 50 s 6     | 105,8 km/h        | 1er   |
| Étape 2 | 16 aoû | SS12 | 15 h 30 | Freisen - Westrich 2 | 16,16 km | 1er               | 9 min 30 s 4      | 102,0 km/h        | 1er   |
| Étape 2 | 16 aoû | SS13 | 16 h 05 | Birkenfelder Land 2  | 14,22 km | 1er               | 7 min 56 s 3      | 107,5 km/h        | 1er   |
| Étape 2 | 16 aoû | SS14 | 17 h 23 | Arena Panzerplatte 2 | 30,38 km | 2e                | 17 min 44 s 2     | 102,8 km/h        | 1er   |
| Étape 3 | 17 aoû | SS15 | 7 h 28  | Dhrontal 1           | 22,09 km | 4e                | 14 min 33 s 8     | 91,0 km/h         | 1er   |
| Étape 3 | 17 aoû | SS16 | 8 h 03  | Moselwein 1          | 18,08 km | 3e                | 10 min 46 s 9     | 100,6 km/h        | 1er   |
| Étape 3 | 17 aoû | SS17 | 10 h 41 | Dhrontal 2           | 22,09 km | 3e                | 14 min 22 s 7     | 92,2 km/h         | 1er   |
| Étape 3 | 17 aoû | SS18 | 11 h 16 | Moselwein 2          | 18,08 km | 4e                | 10 min 51 s 3     | 99,9 km/h         | 1er   |
| Étape 3 | 17 aoû | SS19 | 13 h 08 | Circus Maximus Trier | 4,37 km  | 1er               | 3 min 22 s 4      | 77,7 km/h         | 1er   |

### 38th Repco Rally New Zealand
Avec le rallye de Nouvelle-Zélande, le championnat WRC effectue un détour par les antipodes au milieu d'une succession de manches européennes. Sur un tracé globalement similaire à celui de l'édition précédente, l'épreuve océanienne fait cette année craindre à Sébastien Loeb un handicap significatif en raison du balayage accru par l'obligation faite d'utiliser des gommes dures malgré les conditions automnales : « Avec nos pneus durs, obligatoires ici, ce sera particulièrement difficile cette année de passer le premier dans les spéciales. C'est ainsi, c'est le prix à payer pour être leader du championnat. »,,,. L'appréhension de l'Alsacien se confirme lors de la boucle matinale de la première étape. Après avoir évité de justesse une sortie de route lors du premier chrono, il subit sa position d'ouvreur et concède près de dix secondes aux deux pilotes Ford à l'assistance de mi-journée : « Ça glisse beaucoup trop, c'est très difficile de contrôler la voiture. ». Moins pénalisé sur les spéciales de l'après-midi, dont la surface fut nettoyée par les premiers passages, il y remporte la totalité des temps scratchs au programme. En passe de prendre les commandes du rallye dans l'ultime section de Waitomo, il écope finalement de trente secondes de pénalité pour s'être présenté au départ avec un retard de trois minutes en raison d'un problème de démarreur sur sa Citroën C4 WRC : « Avant le départ de la dernière spéciale, le moteur de la voiture a calé et je n'ai pas réussi à redémarrer. Nous avons dû la pousser pour réussir à la remettre en route mais pas suffisamment vite pour pointer à l'heure. Nous avons concédé de précieuses secondes qu'il nous faudra essayer de combler samedi. »,. Deuxième à s'élancer sur les pistes néo-zélandaises le lendemain, Loeb parvient à effacer la quasi-intégralité du retard concédé la veille à Mikko Hirvonen, désormais titulaire du rôle de balayeur, dans les quatre spéciales de la première boucle. Il s'empare finalement de la tête à l'issue du secteur de Te Akau South avant d'user de la même tactique mise en œuvre par l'écurie Ford en Turquie en ralentissant consciencieusement dans l'ultime chrono du jour pour laisser à ses adversaires le soin d'ouvrir la route dans la dernière étape : « J'ai tout essayé jusqu'au milieu de la dernière spéciale pour creuser l'avance que je pensais nécessaire pour me permettre de balayer demain, et je n'ai pas réussi. On a donc décidé de ralentir pour passer derrière et avoir une meilleure route et espérer remonter. Toutes les années où l'ordre de départ a été inversé le deuxième jour, on n'a plus jamais parlé de tactique et tout le monde attaquait, et le but était d'aller le plus vite possible du début à la fin. Ça serait bien qu'on revienne à ça. »,,. Victime d'un tête-à-queue dans le premier passage de Te Hutewai, le champion du monde abandonne plus de dix secondes et hypothèque significativement ses chances de victoire. Protégé par Jari-Matti Latvala, intercalé comme leader la veille sur décision de la marque à l'Ovale, Hirvonen peut quant à lui bénéficier d'une route en partie nettoyée et ainsi contrôler le retour du Français. C'est finalement au moment d'emprunter pour la deuxième fois le secteur de Whaanga Coast, avant-dernier du rallye, que le tournant de l'épreuve a lieu. Latvala heurte tout d'abord une pierre qui transperce son arrivée d'huile avant que son compatriote, détenteur d'une avance de plus de quinze secondes, soit victime d'une crevaison et percute un talus après avoir perdu toute adhérence. Le doublé Ford qui semblait se dessiner se transforme alors en huitième succès de la saison pour Loeb qui, avec la seconde place de Dani Sordo, creuse l'écart de quatre points supplémentaires au classement mondial : « Quand Latvala est sorti, je l'ai su et ça m'a surmotivé, car je me suis dit qu'Hirvonen était en mauvaise posture, qu'il devait avoir une grosse pression et que ce n'était pas facile à gérer pour Ford. Je me suis dit : il faut tout tenter, et j'ai attaqué à bloc. »,.
| Étape   | Jour   | E.S. | Heure   | Nom                           | Distance | Clas. Spé. | Temps         | Vit. Moy.  | Clas. |
| ------- | ------ | ---- | ------- | ----------------------------- | -------- | ---------- | ------------- | ---------- | ----- |
| Étape 1 | 29 aoû | SS1  | 9 h 18  | Pirongia West 1               | 24,22 km | 3e         | 17 min 13 s 2 | 84,4 km/h  | 3e    |
| Étape 1 | 29 aoû | SS2  | 10 h 21 | Waitomo 1 Part 1              | 25,85 km | 3e         | 15 min 13 s 9 | 101,8 km/h | 3e    |
| Étape 1 | 29 aoû | SS3  | 10 h 54 | Waitomo 1 Part 2              | 17,36 km | 4e         | 14 min 17 s 6 | 72,9 km/h  | 3e    |
| Étape 1 | 29 aoû | SS4  | 14 h 07 | Pirongia West 2               | 24,22 km | 1er        | 16 min 35 s 8 | 87,6 km/h  | 2e    |
| Étape 1 | 29 aoû | SS5  | 15 h 10 | Waitomo 2 Part 1              | 25,85 km | 1er        | 14 min 39 s 6 | 105,8 km/h | 2e    |
| Étape 1 | 29 aoû | SS6  | 15 h 43 | Waitomo 2 Part 2              | 17,36 km | 1er        | 13 min 37 s 8 | 76,4 km/h  | 2e    |
| Étape 1 | 29 aoû | SS7  | 17 h 03 | Mystery Creek Super Special 1 | 3,14 km  | 3e         | 3 min 04 s 2  | 61,4 km/h  | 2e    |
| Étape 2 | 30 aoû | SS8  | 9 h 08  | Port Waikato                  | 17,22 km | 2e         | 10 min 06 s 6 | 102,2 km/h | 2e    |
| Étape 2 | 30 aoû | SS9  | 9 h 46  | Possum                        | 13,78 km | 1er        | 10 min 39 s 2 | 77,6 km/h  | 2e    |
| Étape 2 | 30 aoû | SS10 | 10 h 24 | Franklin                      | 31,58 km | 2e         | 22 min 03 s 5 | 85,9 km/h  | 2e    |
| Étape 2 | 30 aoû | SS11 | 12 h 37 | Mystery Creek Super Special 2 | 3,14 km  | 2e         | 2 min 59 s 7  | 62,9 km/h  | 2e    |
| Étape 2 | 30 aoû | SS12 | 15 h 03 | Te Akau South                 | 31,92 km | 3e         | 18 min 45 s 0 | 102,1 km/h | 1er   |
| Étape 2 | 30 aoû | SS13 | 15 h 46 | Te Akau North                 | 32,36 km | 10e        | 17 min 56 s 2 | 108,2 km/h | 3e    |
| Étape 3 | 31 aoû | SS14 | 9 h 23  | Te Hutewai 1                  | 11,23 km | 12e        | 8 min 19 s 9  | 80,9 km/h  | 4e    |
| Étape 3 | 31 aoû | SS15 | 9 h 51  | Whaanga Coast 1               | 29,72 km | 5e         | 21 min 38 s 1 | 82,4 km/h  | 4e    |
| Étape 3 | 31 aoû | SS16 | 11 h 28 | Te Hutewai 2                  | 11,23 km | 1er        | 7 min 47 s 5  | 86,5 km/h  | 4e    |
| Étape 3 | 31 aoû | SS17 | 11 h 56 | Whaanga Coast 2               | 29,72 km | 1er        | 20 min 47 s 0 | 85,8 km/h  | 1er   |
| Étape 3 | 31 aoû | SS18 | 14 h 03 | Mystery Creek Super Special 3 | 3,14 km  | 5e         | 3 min 04 s 1  | 61,4 km/h  | 1er   |

### 44º MoviStar RallyRACC Catalunya – Costa Daurada

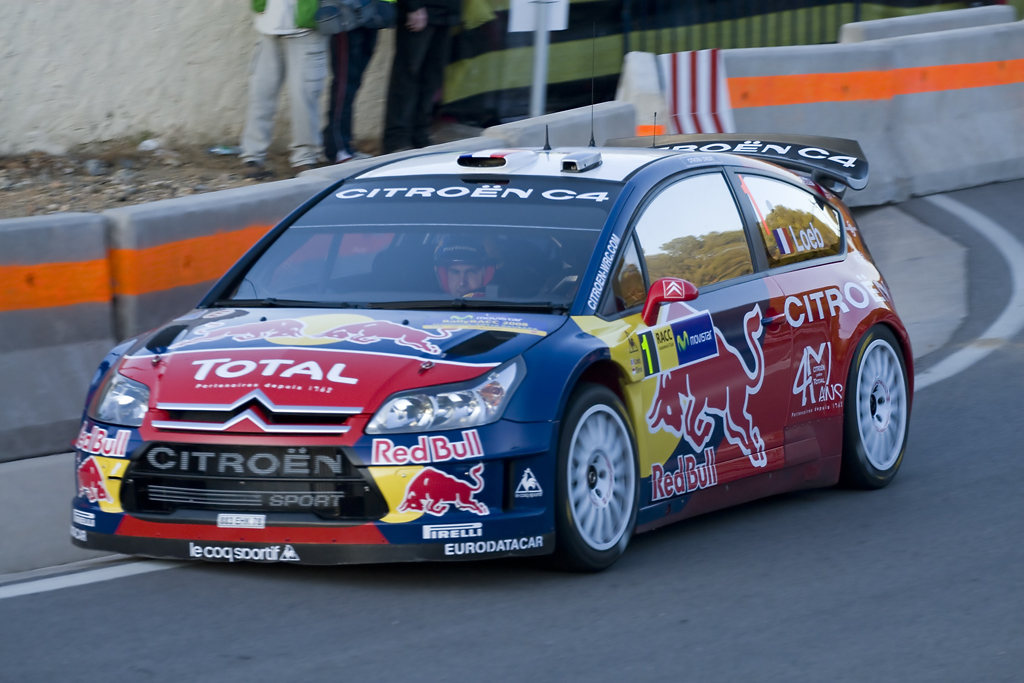
Sébastien Loeb confirme sa suprématie sur asphalte en remportant pour la quatrième fois consécutive le rallye de Catalogne.

Caractérisé par des trajectoires et un bitume rappelant la topologie des circuits, le rallye de Catalogne peut permettre à Sébastien Loeb, triple vainqueur sortant de l'épreuve, d'augmenter durablement son avance au classement mondial. L'Alsacien se méfie néanmoins de la nouvelle réglementation interdisant les systèmes anti-crevaison sur les pneumatiques et dont les conséquences restent inconnues lors des passages dans les cordes profondes bordant la plupart des virages : « C'est la première fois qu'on roule ici en Catalogne sans ATS et il y a des endroits où c'est très facile de crever, des cordes de virages où l'asphalte est très coupant, très tranchant, et peut facilement déchirer un pneu. »,,. Le quadruple champion du monde opte pour un rythme offensif dès l'entame du rallye et remporte la totalité des temps scratchs de la boucle matinale, au cours de laquelle les différents pilotes rencontrèrent des difficultés à faire monter les gommes dures en température sur une piste froide. Seul son coéquipier espagnol Dani Sordo parvient à suivre le rythme mais se retrouve progressivement distancé à près de dix secondes. Loeb monopolise à nouveau le haut de la feuille des temps dans tous les secteurs des seconds passages, doublant ainsi son avance sur tous ses concurrents et se mettant définitivement à l'abri du premier pilote Ford François Duval : « On a réussi à creuser mais il a vraiment fallu se battre, à coups de dixièmes de secondes, pour réussir cet écart. Je suis bien dans la voiture, elle est bien équilibrée et on a roulé dans un gros rythme. »,,. L'Alsacien poursuit sa série le lendemain, enregistrant le meilleur chrono dans les trois spéciales de la matinée pour signer un neuvième scratch consécutif sur l'épreuve ibérique. Il relâche finalement son rythme lors de la deuxième boucle après avoir relégué Sordo au-delà des vingt secondes au général : « Ça va bien, on est un peu plus tranquille. J'ai roulé à mon rythme et j'ai assuré un peu plus dans la dernière, où il y avait beaucoup de gravier et des risques de crevaison. J'ai peut-être un peu plus de marge que l'an dernier, ça doit être ma technique de pilotage qui a évolué. »,,. Désormais intouchable à la régulière, le Français se contente de gérer son avance et d'assurer ses trajectoires lors de la dernière étape. Sa quatrième victoire consécutive en Catalogne et le nouveau doublé qu'il offre à Citroën avec Dani Sordo lui permettent de distancer davantage Mikko Hirvonen au championnat Pilotes, le Finlandais terminant quant à lui sur la dernière marche du podium à plus d'une minute : « C'est un bon résultat pour les deux championnats où l'on a maintenant une belle avance et c'est surtout cela que je retiens. Je me suis fait plaisir, il y a eu une belle bagarre le premier jour et pendant une partie du deuxième, jusqu'au moment où on avait assez creusé l'écart pour se calmer un peu. »,,.
| Étape   | Jour  | E.S. | Heure   | Nom                             | Distance | Clas. Spé. | Temps         | Vit. Moy.  | Clas. |
| ------- | ----- | ---- | ------- | ------------------------------- | -------- | ---------- | ------------- | ---------- | ----- |
| Étape 1 | 3 oct | SS1  | 8 h 16  | La Mussara 1                    | 20,48 km | 1er        | 11 min 17 s 3 | 108,9 km/h | 1er   |
| Étape 1 | 3 oct | SS2  | 10 h 04 | Querol 1                        | 21,26 km | 1er        | 11 min 13 s 2 | 113,7 km/h | 1er   |
| Étape 1 | 3 oct | SS3  | 10 h 47 | El Montmell 1                   | 24,14 km | 1er        | 12 min 39 s 0 | 114,5 km/h | 1er   |
| Étape 1 | 3 oct | SS4  | 13 h 58 | La Mussara 2                    | 20,48 km | 1er        | 11 min 14 s 0 | 109,4 km/h | 1er   |
| Étape 1 | 3 oct | SS5  | 15 h 46 | Querol 2                        | 21,26 km | 1er        | 11 min 15 s 0 | 113,4 km/h | 1er   |
| Étape 1 | 3 oct | SS6  | 16 h 24 | El Montmell 2                   | 24,14 km | 1er        | 12 min 33 s 0 | 115,4 km/h | 1er   |
| Étape 2 | 4 oct | SS7  | 8 h 44  | El Priorat - La Ribera d'Ebre 1 | 38,27 km | 1er        | 21 min 30 s 9 | 106,7 km/h | 1er   |
| Étape 2 | 4 oct | SS8  | 9 h 57  | Les Garrigues 1                 | 8,60 km  | 1er        | 5 min 02 s 7  | 102,3 km/h | 1er   |
| Étape 2 | 4 oct | SS9  | 10 h 28 | La Llena 1                      | 17,12 km | 1er        | 9 min 35 s 6  | 107,1 km/h | 1er   |
| Étape 2 | 4 oct | SS10 | 13 h 47 | El Priorat - La Ribera d'Ebre 2 | 38,27 km | 2e         | 21 min 39 s 5 | 106,0 km/h | 1er   |
| Étape 2 | 4 oct | SS11 | 15 h 00 | Les Garrigues 2                 | 8,60 km  | 1er        | 5 min 04 s 8  | 101,6 km/h | 1er   |
| Étape 2 | 4 oct | SS12 | 15 h 31 | La Llena 2                      | 17,12 km | 2e         | 9 min 52 s 2  | 104,1 km/h | 1er   |
| Étape 3 | 5 oct | SS13 | 8 h 05  | Riudecanyes 1                   | 16,32 km | 3e         | 10 min 36 s 5 | 92,3 km/h  | 1er   |
| Étape 3 | 5 oct | SS14 | 9 h 06  | Santa Marina 1                  | 26,51 km | 1er        | 15 min 49 s 1 | 100,6 km/h | 1er   |
| Étape 3 | 5 oct | SS15 | 10 h 02 | La Serra d'Almos 1              | 4,11 km  | 4e         | 2 min 39 s 2  | 92,9 km/h  | 1er   |
| Étape 3 | 5 oct | SS16 | 12 h 01 | Riudecanyes 2                   | 16,32 km | 4e         | 10 min 37 s 8 | 92,1 km/h  | 1er   |
| Étape 3 | 5 oct | SS17 | 13 h 02 | Santa Marina 2                  | 26,51 km | 2e         | 15 min 55 s 7 | 99,9 km/h  | 1er   |
| Étape 3 | 5 oct | SS18 | 13 h 58 | La Serra d'Almos 2              | 4,11 km  | 6e         | 2 min 41 s 9  | 91,4 km/h  | 1er   |

### 52eTour de Corse – Rallye de France
Dernière épreuve asphalte de la saison, le Tour de Corse se déroule une semaine seulement après la manche catalane en vertu des ballons d'essais employés par la FIA pour tenter de jumeler certains rallyes dans l'optique de réduire les coûts. Avec douze points d'avance sur Mikko Hirvonen au classement mondial, Sébastien Loeb doit compter sur une contre-performance significative de son principal adversaire pour s'adjuger un cinquième titre à domicile,,. Parti sur un rythme offensif dès le coup d'envoi, et bien qu'incertain sur son choix de pneus, l'Alsacien monopolise le haut de la feuille des temps sur tous les secteurs de la première boucle matinale. Son coéquipier Dani Sordo étant parti à la faute en heurtant un rocher, les deux pilotes de l'écurie Ford complètent le podium provisoire, minimisant les pertes comptables de la marque à l'Ovale dans les deux championnats. Loeb récidive dans les spéciales de l'après-midi avec des écarts plus importants, réalisant le Grand Chelem sur la première étape et reléguant ses premiers poursuivants au-delà des trente secondes lors du retour au parc fermé : « Nos trois premières spéciales se sont bien déroulées. Il m'a fallu quelques kilomètres pour trouver le pilotage et le rythme adaptés au terrain corse, différent de celui de la Catalogne. J'ai ensuite attaqué très fort pour essayer de creuser des écarts. »,,. Le champion du monde poursuit sa série le lendemain, sur une surface devenue plus glissante imposant de réduire la cadence. C'est finalement dans la dernière spéciale du jour, après onze scratchs consécutifs, qu'il concède le meilleur chrono pour une seconde à son ancien partenaire François Duval : « Le terrain était différent de celui d'hier. Plus tortueuses, plus étroites et plus bosselées, les spéciales proposaient également un goudron plus abrasif. Nous avons aussi rencontré des portions humides, bien signalées par notre équipe d'ouvreurs. J'ai essayé de conserver le même rythme que celui de la veille. C'était la meilleure solution pour rester concentré. Je suis en parfaite osmose avec la voiture. »,,. Victime d'une crevaison dans le premier secteur de la dernière étape, Mikko Hirvonen rétrograda provisoirement en cinquième position avant de retrouver sa seconde place grâce aux consignes d'équipe imposées à Duval et Jari-Matti Latvala par Malcolm Wilson. Détenteur de plus d'une minute d'avance, insurmontable à la régulière, Loeb achève sa course sur un rythme suffisamment soutenu pour enlever trois scratchs supplémentaires et s'imposer en Corse pour la quatrième fois consécutive, la dernière avant le retrait de la manche française du calendrier mondial : « Je suis surtout content par rapport au championnat car le principal objectif est de le gagner. Je reprends deux points à Hirvonen, ce n'est pas énorme mais c'est comme ça. On a fait une course superbe, la voiture a bien marché. »,.
| Étape   | Jour   | E.S. | Heure   | Nom                              | Distance | Clas. Spé. | Temps         | Vit. Moy.  | Clas. |
| ------- | ------ | ---- | ------- | -------------------------------- | -------- | ---------- | ------------- | ---------- | ----- |
| Étape 1 | 10 oct | SS1  | 9 h 18  | Acqua Doria - Serra-di-Ferro 1   | 15,92 km | 1er        | 9 min 27 s 4  | 101,0 km/h | 1er   |
| Étape 1 | 10 oct | SS2  | 10 h 11 | Portigliolo - Bocca Albitrina 1  | 16,62 km | 1er        | 9 min 21 s 9  | 106,5 km/h | 1er   |
| Étape 1 | 10 oct | SS3  | 11 h 09 | Abellara - Aullène 1             | 27,42 km | 1er        | 15 min 51 s 4 | 103,8 km/h | 1er   |
| Étape 1 | 10 oct | SS4  | 14 h 37 | Acqua Doria - Serra-di-Ferro 2   | 15,92 km | 1er        | 9 min 32 s 2  | 100,2 km/h | 1er   |
| Étape 1 | 10 oct | SS5  | 15 h 30 | Portigliolo - Bocca Albitrina 2  | 16,62 km | 1er        | 9 min 22 s 5  | 106,4 km/h | 1er   |
| Étape 1 | 10 oct | SS6  | 16 h 28 | Abellara - Aullène 2             | 27,42 km | 1er        | 15 min 48 s 9 | 104,0 km/h | 1er   |
| Étape 2 | 11 oct | SS7  | 8 h 48  | Carbuccia - Scalella 1           | 21,88 km | 1er        | 14 min 26 s 3 | 90,9 km/h  | 1er   |
| Étape 2 | 11 oct | SS8  | 10 h 21 | Calvatoggio - Plage du Liamone 1 | 25,17 km | 1er        | 17 min 09 s 2 | 88,0 km/h  | 1er   |
| Étape 2 | 11 oct | SS9  | 11 h 19 | Appricciani - Goggia 1           | 14,37 km | 1er        | 9 min 23 s 9  | 91,7 km/h  | 1er   |
| Étape 2 | 11 oct | SS10 | 14 h 02 | Carbuccia - Scalella 2           | 21,88 km | 1er        | 14 min 33 s 6 | 90,2 km/h  | 1er   |
| Étape 2 | 11 oct | SS11 | 15 h 35 | Calvatoggio - Plage du Liamone 2 | 25,17 km | 1er        | 17 min 08 s 0 | 88,1 km/h  | 1er   |
| Étape 2 | 11 oct | SS12 | 16 h 33 | Appricciani - Goggia 2           | 14,37 km | 2e         | 9 min 22 s 6  | 92,0 km/h  | 1er   |
| Étape 3 | 12 oct | SS13 | 8 h 43  | Agosta - Pont de Calzola 1       | 31,81 km | 1er        | 19 min 10 s 2 | 99,6 km/h  | 1er   |
| Étape 3 | 12 oct | SS14 | 9 h 36  | Pietra Rossa - Verghia 1         | 26,32 km | 1er        | 16 min 25 s 6 | 96,1 km/h  | 1er   |
| Étape 3 | 12 oct | SS15 | 12 h 14 | Agosta - Pont de Calzola 2       | 31,81 km | 1er        | 19 min 22 s 0 | 98,6 km/h  | 1er   |
| Étape 3 | 12 oct | SS16 | 13 h 07 | Pietra Rossa - Verghia 2         | 26,32 km | 2e         | 16 min 32 s 3 | 95,5 km/h  | 1er   |

### 8th Pioneer Carrozzeria Rally Japan
Conspué par les déclarations des pilotes vis-à-vis de la distance disproportionnée pour accéder aux spéciales, le rallye du Japon subit cette année-là un renouvellement complet de son tracé, avec le déplacement du centre névralgique de l'épreuve de Obihiro vers Sapporo. Le profil général du parcours reste le même, avec des routes étroites, boueuses et sinueuses, mais offre une variété accrue par rapport aux éditions précédentes avec la présence ponctuelle de sol dur ou sablonneux. Détenteur d'une avance de quatorze points sur son désormais seul rival, Mikko Hirvonen, au championnat Pilotes, Sébastien Loeb n'a besoin que d'une troisième place pour s'assurer mathématiquement d'un cinquième titre mondial : « Si notre adversaire s'impose, il nous faudra inscrire au moins six points, soit une troisième place. Nous allons donc rouler dans cet objectif, évaluer la tournure des événements et adapter notre rythme pour rester bien concentrés et ne pas faire de fautes. J'aimerai vraiment boucler le championnat au Japon afin de pouvoir rouler plus libéré sur la dernière épreuve en Grande-Bretagne et y viser la victoire. »,,. Trop méfiant en raison du manteau neigeux recouvrant la première spéciale, l'Alsacien ne pointe qu'en sixième position, affichant dès les premiers kilomètres un déficit supérieur à dix secondes sur les pilotes Ford. Moins piégeux, les secteurs suivants lui permettent d'adopter un rythme plus soutenu et d'achever la boucle matinale par un premier scratch dans Pipaoi. La sortie de route de François Duval dans le deuxième secteur de l'après-midi lui permet d'accéder au podium provisoire qu'il conservera jusqu'à la fin d'une première étape amputée d'un tiers de son parcours en raison de conditions jugées trop dangereuses : « Un jour de course est déjà derrière nous. C'est une bonne chose ! Je déteste tellement rouler sur la défensive. Notre troisième place me convient bien et je sais ce que cela peut signifier, mais j'essaie de ne pas y penser. »,. Titulaire d'une avance de plus de trente secondes sur son poursuivant direct, l'Australien Chris Atkinson, Loeb joue l'excès de prudence tout au long de la deuxième journée, laissant ainsi s'échapper les deux leaders finlandais Mikko Hirvonen et Jari-Matti Latvala : « Les chemins forestiers au sud de Sapporo étaient toujours aussi étroits, mais plus rapides, ce qui augmentait les risques de faire une faute. Lorsque je sentais que cela devenait trop piégeur, je n'hésitais pas à freiner plus tôt. L'enjeu est majeur. Je ne voulais pas prendre le risque de tout gâcher. Nous nous sommes focalisés sur notre objectif : consolider notre troisième place. Ce soir, je suis satisfait d'y être parvenu. »,. Il continue d'assurer son rang et ses trajectoires lors de la dernière étape et franchit la ligne d'arrivée sans commettre d'erreurs. Troisième du classement général final, il inscrit les six points nécessaires à l'obtention de son cinquième titre mondial, dépassant ainsi le précédent record des Finlandais Juha Kankkunen et Tommi Mäkinen : « C'est une immense joie. Avec Daniel et l'ensemble des membres du team, nous nous étions fixés pour objectif d'obtenir un nouveau titre. C'est une grande satisfaction d'y être parvenus. »,,.
| Étape   | Jour    | E.S. | Heure   | Nom        | Distance | Clas. Spé.       | Temps            | Vit. Moy.        | Clas. |
| ------- | ------- | ---- | ------- | ---------- | -------- | ---------------- | ---------------- | ---------------- | ----- |
| Étape 1 | 31 oct  | SS1  | 9 h 11  | Heper 1    | 13,24 km | 6e               | 10 min 11 s 2    | 78,0 km/h        | 6e    |
| Étape 1 | 31 oct  | SS2  | 9 h 39  | Yuparo 1   | 11,10 km | 2e               | 8 min 26 s 3     | 78,9 km/h        | 4e    |
| Étape 1 | 31 oct  | SS3  | 10 h 42 | Isepo 1    | 13,67 km | Spéciale annulée | Spéciale annulée | Spéciale annulée | 4e    |
| Étape 1 | 31 oct  | SS4  | 11 h 28 | Pipaoi 1   | 5,74 km  | 1er              | 3 min 17 s 3     | 104,7 km/h       | 4e    |
| Étape 1 | 31 oct  | SS5  | 14 h 28 | Heper 2    | 13,24 km | 3e               | 9 min 42 s 9     | 81,8 km/h        | 4e    |
| Étape 1 | 31 oct  | SS6  | 14 h 56 | Yuparo 2   | 11,10 km | 3e               | 8 min 09 s 4     | 81,7 km/h        | 3e    |
| Étape 1 | 31 oct  | SS7  | 15 h 59 | Isepo 2    | 13,67 km | Spéciale annulée | Spéciale annulée | Spéciale annulée | 3e    |
| Étape 1 | 31 oct  | SS8  | 16 h 45 | Pipaoi 2   | 5,74 km  | Spéciale annulée | Spéciale annulée | Spéciale annulée | 3e    |
| Étape 1 | 31 oct  | SS9  | 18 h 14 | Sapporo 1  | 1,49 km  | 2e               | 1 min 39 s 5     | 53,9 km/h        | 3e    |
| Étape 1 | 31 oct  | SS10 | 18 h 24 | Sapporo 2  | 1,49 km  | 5e               | 1 min 44 s 8     | 51,2 km/h        | 3e    |
| Étape 2 | 1er nov | SS11 | 8 h 28  | Imeru 1    | 2,30 km  | 6e               | 1 min 45 s 0     | 78,9 km/h        | 3e    |
| Étape 2 | 1er nov | SS12 | 9 h 21  | Nikara 1   | 31,12 km | 5e               | 18 min 44 s 7    | 99,6 km/h        | 3e    |
| Étape 2 | 1er nov | SS13 | 10 h 37 | Kamuycep 1 | 33,66 km | 3e               | 22 min 06 s 6    | 91,3 km/h        | 3e    |
| Étape 2 | 1er nov | SS14 | 11 h 32 | Kina 1     | 9,55 km  | 5e               | 5 min 56 s 4     | 96,5 km/h        | 3e    |
| Étape 2 | 1er nov | SS15 | 13 h 50 | Imeru 2    | 2,30 km  | 1er              | 1 min 42 s 5     | 80,8 km/h        | 3e    |
| Étape 2 | 1er nov | SS16 | 14 h 43 | Nikara 2   | 31,12 km | 3e               | 18 min 24 s 1    | 101,5 km/h       | 3e    |
| Étape 2 | 1er nov | SS17 | 15 h 59 | Kamuycep 2 | 33,66 km | 6e               | 21 min 44 s 3    | 92,9 km/h        | 3e    |
| Étape 2 | 1er nov | SS18 | 16 h 54 | Kina 2     | 9,55 km  | 4e               | 5 min 56 s 6     | 96,4 km/h        | 3e    |
| Étape 2 | 1er nov | SS19 | 18 h 09 | Sapporo 3  | 1,49 km  | 7e               | 1 min 29 s 0     | 60,3 km/h        | 3e    |
| Étape 2 | 1er nov | SS20 | 18 h 19 | Sapporo 4  | 1,49 km  | 4e               | 1 min 24 s 7     | 63,3 km/h        | 3e    |
| Étape 3 | 2 nov   | SS21 | 7 h 07  | Koyka 1    | 3,57 km  | 5e               | 2 min 02 s 7     | 104,7 km/h       | 3e    |
| Étape 3 | 2 nov   | SS22 | 7 h 56  | Iwanke 1   | 13,57 km | 7e               | 8 min 26 s 8     | 96,4 km/h        | 3e    |
| Étape 3 | 2 nov   | SS23 | 8 h 21  | Sikot 1    | 27,76 km | 8e               | 18 min 36 s 7    | 89,5 km/h        | 3e    |
| Étape 3 | 2 nov   | SS24 | 8 h 53  | Imeru 3    | 2,30 km  | 5e               | 2 min 01 s 9     | 67,9 km/h        | 3e    |
| Étape 3 | 2 nov   | SS25 | 10 h 06 | Sapporo 5  | 1,49 km  | 16e              | 1 min 48 s 4     | 49,5 km/h        | 3e    |
| Étape 3 | 2 nov   | SS26 | 11 h 58 | Koyka 2    | 3,57 km  | 9e               | 2 min 19 s 7     | 92,0 km/h        | 3e    |
| Étape 3 | 2 nov   | SS27 | 12 h 47 | Iwanke 2   | 13,57 km | 6e               | 8 min 55 s 4     | 91,2 km/h        | 3e    |
| Étape 3 | 2 nov   | SS28 | 13 h 12 | Sikot 2    | 27,76 km | 6e               | 18 min 41 s 6    | 89,1 km/h        | 3e    |
| Étape 3 | 2 nov   | SS29 | 13 h 44 | Imeru 4    | 2,30 km  | 10e              | 2 min 15 s 1     | 61,3 km/h        | 3e    |

### 64th Wales Rally GB

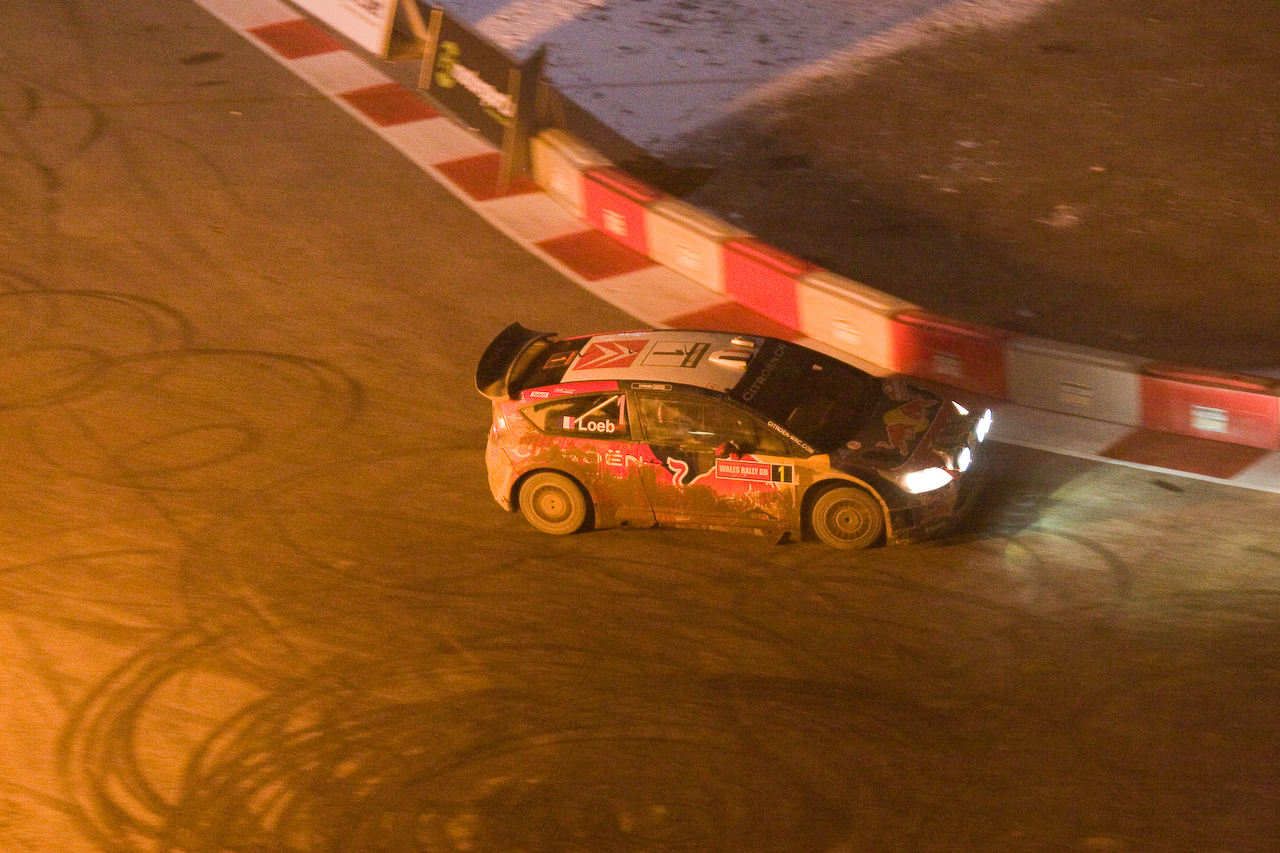
En signant au rallye de Grande-Bretagne sa onzième victoire de la saison, Sébastien Loeb améliore son propre record de 2005 et devient le premier pilote à s'imposer sur tous les rallyes classiques du calendrier mondial.

Un mois après le cinquième sacre de l'Alsacien, la saison s'achève par le traditionnel rallye de Grande-Bretagne. Organisée début décembre, l'édition 2008 laisse présager des conditions de route hivernales, fait confirmé par la présence d'un manteau neigeux lors des reconnaissances. Au départ de la seule épreuve du calendrier qu'il n'a pas encore inscrite à son palmarès, Sébastien Loeb ne cache pas l'envie de s'y imposer mais affiche ouvertement sa priorité dans la sécurisation du titre Constructeurs pour Citroën. Il dénonce également une nouvelle fois la réglementation imposant l'utilisation d'un type de pneu unique en raison de la dangerosité d'un tel procédé sur un terrain aussi piégeux et glissant : « Je ne sais pas comment seront les spéciales en course, mais ce n'est pas une question de rythme. Là, c'est inconduisible. En reconnaissance, quand ça descend un peu, on est obligé de se mettre dans l'herbe pour réussir à freiner la voiture et réussir à prendre le virage en bas. Dans les spéciales, on roulait à peu près à 15 km/h. On aura les mêmes pneus sur la voiture de course. Ça risque donc d'être pareil. L'évolution de la réglementation des dernières années fait que c'est devenu déraisonnable de partir comme ça. »,,. Contraint d'ouvrir la route du fait de sa place de leader au classement mondial, Loeb doit faire la trace et dessiner les trajectoires entre les plaques de verglas pour ses adversaires. Limitant au maximum la prise de risques, il se contente d'éviter les pièges et de rallier l'arrivée des spéciales de la première boucle. Auteur du temps scratch dans le deuxième passage de Sweet Lamb, il accède au podium provisoire et reçoit carte blanche de la part de son employeur pour jouer la victoire après la sortie en tonneaux de Mikko Hirvonen, synonyme de sacre pour la marque aux chevrons. Il achève la première journée de course en seconde position du classement général, environ treize secondes derrière Jari-Matti Latvala, le Finlandais ayant littéralement dominé le sixième secteur : « Les conditions de course sont très difficiles. Même sur les secteurs de liaison, il est possible de partir à la faute. Être premiers sur la route est un lourd handicap. Il n'y a pas de traces, aucun repère, nous affrontons des plaques de glace vive sur lesquelles l'adhérence est inexistante. Nous avons préféré adopter un rythme très prudent. »,,. Héritant à son tour du handicap de la position d'ouvreur, Latvala se voit priver de son avantage lors de la deuxième étape et marque en partie le pas. Sébastien Loeb parvient à reprendre environ quatre secondes à son adversaire au terme de la boucle matinale puis, revenu au contact du Scandinave, temporise dans l'avant-dernière spéciale du jour afin d'éviter de refaire la trace le dimanche : « C'était aussi compliqué qu'hier. Durant les reconnaissances, Resolfen avait été la spéciale la plus difficile à négocier. Cela s'est vérifié en course. C'était peut-être un peu moins glacé, avec du coup le risque de prendre confiance et de se faire surprendre. J'ai piloté à la limite de ce que je pensais raisonnable pour ne pas compromettre nos chances d'apporter des points à Citroën. »,,. Affichant un retard d'environ sept secondes sur Latvala au moment d'aborder la dernière étape, le champion du monde se débride et passe à l'offensive. Auteur du meilleur temps dans les deux secteurs de la première boucle, il parvient à réduire l'écart le séparant de son adversaire sous les deux secondes puis s'empare finalement de la tête du classement général dans l'avant-dernière spéciale. Mais à l'arrivée de celle-ci, les commissaires de course infligent une pénalité de dix secondes à l'Alsacien, suspecté de faux départ et le rétrogradant de fait en seconde position. Le principal intéressé s'en défend, maintient sa concentration et signe une nouvelle fois le scratch dans l'ultime secteur avec un écart suffisant pour décrocher la onzième victoire de sa saison, surpassant ainsi son précédent record de 2005. Devenu le premier pilote de l'Histoire à remporter tous les rallyes classiques du mondial, il permet également à Citroën de reconquérir le titre Constructeurs abandonné trois ans auparavant. Peu de temps après l'arrivée, la pénalité imaginaire infligée à Loeb est finalement annulée : « Ce fut une bonne bagarre. J'ai tout tenté dans cette dernière spéciale. Mais je n'ai pas aimé ce rallye, c'était très piégeur, très glacé. Citroën est champion, c'est vraiment, vraiment bon ! »,,.
| Étape   | Jour  | E.S. | Heure   | Nom             | Distance | Clas. Spé.       | Temps            | Vit. Moy.        | Clas.            |
| ------- | ----- | ---- | ------- | --------------- | -------- | ---------------- | ---------------- | ---------------- | ---------------- |
| Étape 1 | 5 déc | SS1  | 9 h 08  | Hafren 1        | 3,67 km  | Spéciale annulée | Spéciale annulée | Spéciale annulée | Spéciale annulée |
| Étape 1 | 5 déc | SS2  | 9 h 44  | Sweet Lamb 1    | 4,28 km  | 8e               | 2 min 59 s 1     | 86,0 km/h        | 8e               |
| Étape 1 | 5 déc | SS3  | 10 h 12 | Myherin 1       | 18,28 km | 3e               | 11 min 04 s 0    | 99,1 km/h        | 5e               |
| Étape 1 | 5 déc | SS4  | 13 h 45 | Hafren 2        | 3,67 km  | Spéciale annulée | Spéciale annulée | Spéciale annulée | 5e               |
| Étape 1 | 5 déc | SS5  | 14 h 03 | Sweet Lamb 2    | 4,28 km  | 1er              | 2 min 50 s 4     | 90,4 km/h        | 3e               |
| Étape 1 | 5 déc | SS6  | 14 h 31 | Myherin 2       | 18,28 km | 2e               | 11 min 08 s 0    | 98,5 km/h        | 2e               |
| Étape 1 | 5 déc | SS7  | 17 h 29 | Walters Arena 1 | 2,29 km  | 2e               | 1 min 46 s 9     | 77,1 km/h        | 2e               |
| Étape 1 | 5 déc | SS8  | 17 h 40 | Walters Arena 2 | 2,29 km  | 1er              | 1 min 45 s 0     | 78,5 km/h        | 2e               |
| Étape 2 | 6 déc | SS9  | 8 h 18  | Resolfen 1      | 30,68 km | 3e               | 17 min 36 s 0    | 104,6 km/h       | 3e               |
| Étape 2 | 6 déc | SS10 | 9 h 10  | Halfway 1       | 18,57 km | 2e               | 11 min 29 s 3    | 97,0 km/h        | 2e               |
| Étape 2 | 6 déc | SS11 | 10 h 13 | Crychan 1       | 14,86 km | 3e               | 9 min 28 s 2     | 94,1 km/h        | 2e               |
| Étape 2 | 6 déc | SS12 | 13 h 21 | Resolfen 2      | 30,68 km | 2e               | 16 min 35 s 4    | 111,0 km/h       | 2e               |
| Étape 2 | 6 déc | SS13 | 14 h 50 | Halfway 2       | 18,57 km | 1er              | 11 min 11 s 9    | 99,5 km/h        | 2e               |
| Étape 2 | 6 déc | SS14 | 15 h 16 | Crychan 2       | 14,86 km | 5e               | 9 min 09 s 0     | 97,4 km/h        | 2e               |
| Étape 2 | 6 déc | SS15 | 18 h 15 | Cardiff         | 1,10 km  | 1er              | 0 min 56 s 5     | 70,1 km/h        | 2e               |
| Étape 3 | 7 déc | SS16 | 7 h 55  | Rheola 1        | 27,96 km | 1er              | 16 min 15 s 0    | 103,2 km/h       | 2e               |
| Étape 3 | 7 déc | SS17 | 9 h 03  | Port Talbot 1   | 20,09 km | 1er              | 11 min 17 s 9    | 106,7 km/h       | 2e               |
| Étape 3 | 7 déc | SS18 | 11 h 10 | Rheola 2        | 27,96 km | 1er              | 16 min 25 s 0    | 102,2 km/h       | 1er              |
| Étape 3 | 7 déc | SS19 | 12 h 18 | Port Talbot 2   | 20,09 km | 1er              | 11 min 12 s 0    | 107,6 km/h       | 1er              |

### Bilan de la saison
Pour sa première saison disputée en l'absence de son grand rival Marcus Grönholm, Sébastien Loeb confirma les pronostics en s'adjugeant un cinquième titre mondial, performance jusqu'alors inédite en WRC, assorti d'un total record de onze victoires. Si la domination de l'Alsacien se confirma sur le plan sportif, elle fut cependant plus contrastée sur le plan comptable. Le Finlandais Mikko Hirvonen, désormais premier pilote de l'écurie Ford, excella en effet au niveau de la régularité en inscrivant des points dans chacune des quinze épreuves du calendrier et parvint à s'emparer chroniquement de la tête du classement mondial en milieu de saison. Le nouveau quintuple champion du monde fut quant à lui régulièrement handicapé par les nouvelles règles définissant l'ordre de passage dans les spéciales et dut ainsi attendre l'avant-dernier rallye pour être mathématiquement sacré. La montée en puissance du jeune Espagnol Dani Sordo, dont les résultats montrèrent une nette progression par rapport à l'année précédente, permirent à Citroën Sport de récupérer le titre Constructeurs au détriment de la marque à l'Ovale.
| #     | Rallye                     | Surface          | Départ | Victoire | Podium | Abandon | Points | E.S. Prog. | E.S. Clas. | E.S. Dép. | Scratchs | %Scratchs | E.S. Tête | %E.S. Tête | Clas. |
| ----- | -------------------------- | ---------------- | ------ | -------- | ------ | ------- | ------ | ---------- | ---------- | --------- | -------- | --------- | --------- | ---------- | ----- |
| 1     | Rallye Monte-Carlo         | Asphalte enneigé | ●      | ●        | ●      |         | 10     | 19         | 19         | 19        | 10       | 52,63%    | 18        | 94,74%     | 1er   |
| 2     | Rallye de Suède            | Terre enneigée   | ●      |          |        | ●       | 0      | 20         | 11         | 7         | 2        | 28,57%    | 0         | 0,00%      | Ab.   |
| 3     | Rallye du Mexique          | Terre rapide     | ●      | ●        | ●      |         | 10     | 20         | 20         | 19        | 8        | 42,11%    | 11        | 55,00%     | 1er   |
| 4     | Rallye d'Argentine         | Terre abrasive   | ●      | ●        | ●      |         | 10     | 21         | 21         | 21        | 5        | 23,81%    | 17        | 80,95%     | 1er   |
| 5     | Rallye de Jordanie         | Terre abrasive   | ●      |          |        |         | 0      | 22         | 22         | 17        | 9        | 52,94%    | 3         | 13,64%     | 10e   |
| 6     | Rallye de Sardaigne        | Terre abrasive   | ●      | ●        | ●      |         | 10     | 17         | 17         | 17        | 4        | 23,53%    | 16        | 94,12%     | 1er   |
| 7     | Rallye de l'Acropole       | Terre abrasive   | ●      | ●        | ●      |         | 10     | 20         | 20         | 20        | 4        | 20,00%    | 14        | 70,00%     | 1er   |
| 8     | Rallye de Turquie          | Terre abrasive   | ●      |          | ●      |         | 6      | 19         | 19         | 19        | 5        | 26,32%    | 3         | 15,79%     | 3e    |
| 9     | Rallye de Finlande         | Terre rapide     | ●      | ●        | ●      |         | 10     | 24         | 24         | 24        | 15       | 62,50%    | 24        | 100,00%    | 1er   |
| 10    | Rallye d'Allemagne         | Asphalte         | ●      | ●        | ●      |         | 10     | 19         | 19         | 18        | 13       | 72,22%    | 19        | 100,00%    | 1er   |
| 11    | Rallye de Nouvelle-Zélande | Terre rapide     | ●      | ●        | ●      |         | 10     | 18         | 18         | 18        | 6        | 33,33%    | 3         | 16,67%     | 1er   |
| 12    | Rallye de Catalogne        | Asphalte         | ●      | ●        | ●      |         | 10     | 18         | 18         | 18        | 11       | 61,11%    | 18        | 100,00%    | 1er   |
| 13    | Tour de Corse              | Asphalte         | ●      | ●        | ●      |         | 10     | 16         | 16         | 16        | 14       | 87,50%    | 16        | 100,00%    | 1er   |
| 14    | Rallye du Japon            | Terre rapide     | ●      |          | ●      |         | 6      | 29         | 29         | 26        | 2        | 7,69%     | 0         | 0,00%      | 3e    |
| 15    | Rallye de Grande-Bretagne  | Terre rapide     | ●      | ●        | ●      |         | 10     | 19         | 18         | 17        | 8        | 47,06%    | 2         | 11,11%     | 1er   |
| Total |                            |                  | 15     | 11       | 13     | 1       | 122    | 301        | 291        | 276       | 116      | 42,03%    | 164       | 56,36%     | 1er   |

## 60eRallye Lyon-Charbonnières-Rhône
Trois semaines après sa victoire en Argentine, Sébastien Loeb donne le coup d'envoi de la saison 2008 du Championnat de France des rallyes en tenant le rôle d'ouvreur lors de la première manche, disputée dans le cadre de la soixantième édition du rallye Lyon-Charbonnières. Au volant d'une Citroën C2 R2 Max affublée du numéro 0 et exploitée par PH Sport, copiloté par son beau-frère Dominique Rebout, l'Alsacien parcourt l'ensemble des spéciales de l'épreuve qu'il remporta sept années plus tôt, peu de temps avant de décrocher le titre national,.

## Championnat de France FFSA GT
C'est en septembre 2008, dans le cadre de la pénultième manche de la Super Série FFSA organisée sur le circuit d'Albi, que Sébastien Loeb prend part à la toute première compétition GT de sa carrière. Associé à Jean-Pierre Champeau, le mécène qui lui permit de poursuivre son programme d'apprentissage en rallye lors de la saison 2000, l'Alsacien intègre une liste d'engagements composée de vingt-six équipages au volant d'une Porsche 997 GT3 RSR de l'écurie Pro GT by Alméras.
Les deux hommes enregistrent le quatorzième temps général lors de la première séance des essais privés du vendredi en y établissant la meilleure marque de la catégorie GT2. Ils se classent quelques heures plus tard seizièmes du général et deuxièmes du GT2 lors de la seconde session, à environ onze dixièmes du chrono de référence de Raymond Narac et Richard Balandras.
Jean-Pierre Champeau réalise le onzième et dernier temps des qualifications du samedi matin réunissant les deux premières catégories. Contraint de s'arrêter aux stands à quatre reprises lors de la première course du week-end, dont une pénalité et un changement de pneus pour affronter une averse soudaine, l'équipage de la Porsche numéro 34 parvient à s'emparer du podium en GT2 au terme d'une remontée amorcée par Loeb lors de sa prise de relais. Parti de la vingt-deuxième position du général au moment de rejoindre la piste, le quadruple champion du monde des rallyes sécurisa la troisième place à deux tours de l'arrivée en prenant le dessus sur la Porsche numéro 36 de Frédéric Lelièvre et Philippe Polette.
Le lendemain, l'Alsacien enregistre le deuxième temps de sa catégorie lors des qualifications comptant pour la seconde course, à moins d'un dixième de la meilleure marque de Raymond Narac. Chargé du départ, il parvient à tenir sa position durant l'intégralité de son relais, conservant dans sa ligne de mire la voiture adverse de l'écurie IMSA Performance occupant la tête. Champeau est finalement contraint à l'abandon à six tours de l'arrivée tandis qu'il assurait la deuxième place du GT2 cédée par son équipier, percuté par une Ferrari 430 GT3 à la chicane du Séquestre.
| Catégorie | N°      | Équipe                             | Voiture             | Voiture             | Équipier             | Équipier             | Équipier             |
| --- | ------- | ---------------------------------- | ------------------- | ------------------- | -------------------- | -------------------- | -------------------- |
| GT2 | 34      | Pro GT by Alméras                  | Porsche 997 GT3 RSR | Porsche 997 GT3 RSR | Jean-Pierre Champeau | Jean-Pierre Champeau | Jean-Pierre Champeau |
| Date | Heure   | Phase                              | Temps               | Tours               | Écart                | Clas. Cat.           | Clas.                |
| 5 sep | 9 h 35  | Essais Privés 1                    | 1 min 19 s 973      | 32                  | +5 s 804             | 1er                  | 14e                  |
| 5 sep | 14 h 00 | Essais Privés 2                    | 1 min 19 s 233      | 17                  | +5 s 749             | 2e                   | 16e                  |
| 6 sep | 8 h 55  | Essais Qualificatifs - Pilotes 1 ‡ | 1 min 32 s 911      | 9                   | +5 s 785             | 4e                   | 11e                  |
| 6 sep | 14 h 35 | Course 1                           | 56 min 13 s 455     | 35                  | +2 Tours             | 3e                   | 15e                  |
| 7 sep | 9 h 25  | Essais Qualificatifs - Pilotes 2   | 1 min 17 s 169      | 10                  | +5 s 224             | 2e                   | 9e                   |
| 7 sep | 14 h 55 | Course 2                           | 45 min 38 s 280     | 33                  | +8 Tours             | 4e                   | 22e                  |
| |         |                                    |                     |                     |                      |                      |                      |
| Légende : ‡ — Cette partie de l'épreuve fut intégralement prise en charge par le coéquipier de Sébastien Loeb. |         |                                    |                     |                     |                      |                      |                      |

## Porsche Matmut Carrera Cup France
Parallèlement à son engagement en GT aux côtés de Jean-Pierre Champeau, Sébastien Loeb participe également aux épreuves de Porsche Carrera Cup France ayant lieu le même week-end, toujours sur le circuit d'Albi et dans le cadre de la Super Série FFSA, sur invitation de Porsche France.
Sur un total de trente-trois pilotes engagés, l'Alsacien réalise le douzième temps des essais privés à plus d'une seconde du meilleur chrono enregistré par Anthony Beltoise. Il conserve le même classement lors des deux sessions qualificatives organisées quelques heures plus tard, à respectivement une seconde de Frédéric Gabillon et quatorze dixièmes de Mike Parisy : « J’ai pris mes marques avec la voiture aujourd'hui et je suis globalement assez satisfait de mon entrée en matière. Nous avons eu un petit souci de démarreur, mais ça n’a pas foncièrement gêné le cours de nos essais. Pour ce qui est des qualifs, il faut pouvoir rentrer tout de suite dans le rythme avec la voiture pour bien exploiter le potentiel des pneus et forcément, c’est quelque chose qui est un peu plus délicat pour moi dans la mesure où je ne suis ni un habitué des courses en circuit et encore moins de cette voiture. Mais le plaisir est là ! Demain, lors de ma première course, je vais tâcher de bien gérer ce qui sera mon premier départ arrêté et faire en sorte d’apprendre un maximum, en me faisant plaisir bien sûr ! ».
Auteur d'un bon départ lors de la première course sur une piste détrempée, Loeb parvient à prendre le dessus sur Laurent Groppi et Sylvain Noël lors de la phase d'accélération et accède ainsi au Top 10. Il part à la faute dans le deuxième tour, au bout de la ligne droite de l’aérodrome, et rétrograde en vingt-deuxième position avant d'entamer une remontée sur les pilotes du groupe B. Il occupe la septième place du général au moment de franchir la ligne d'arrivée, ayant réussi à dépasser plus de dix concurrents avec succès : « Bien que j’ai fait preuve de prudence, j’ai plutôt bien réussi mon départ puisque j’ai réussi à gagner une ou deux places avant le premier freinage. Mais dès le deuxième tour, je suis parti à la faute, tout seul. J’étais juste derrière une autre voiture et par conséquent, je ne voyais plus vraiment mes repères de freinage. J’ai été un peu optimiste au freinage, les roues se sont bloquées et j’ai commencé à glisser. Je suis parti dans l’herbe. J’ai eu de la chance de n’emmener personne avec moi. Une fois qu’il a fallu revenir en piste, il fallait faire attention donc j’ai laissé passer pas mal d’autres voitures. Ensuite, j’ai opéré pas mal de dépassements et je me suis donc plutôt amusé même si j’étais un peu en colère contre moi après ce début de course raté. La voiture était très bien tout au long de la course, pas de souci de ce côté-là. J’ai beaucoup appris aujourd'hui. ».
La deuxième course s'achève de manière soudaine et abrupte pour le quadruple champion du monde des rallyes. Percuté par la voiture de Henry Hassid au moment du départ, l'Alsacien rejoint difficilement les stands en raison d'une crevaison à son pneu arrière gauche consécutive au choc et choisit de ne pas reprendre la piste : « J’avoue que je reste sur ma faim aujourd'hui ! Dès le premier virage, quelqu'un est venu me percuter à l’arrière gauche. Ce n’était pas violent mais cela a suffi à crever le pneu. J’ai ramené la voiture doucement puis j’ai préféré ne pas repartir. À quoi bon gêner les autres qui jouent leur place au championnat pour aller chercher un résultat qui ne me satisferait pas ? C’est frustrant car j’aurais bien aimé voir ce que cela pouvait donner sur une distance de course entièrement sèche. Comme l’on dit, c’est la course ! ».
| Groupe                                                                  | N°      | Équipe                 | Voiture             | Voiture             | Voiture             |            |       |
| ----------------------------------------------------------------------- | ------- | ---------------------- | ------------------- | ------------------- | ------------------- | ---------- | ----- |
| A                                                                       | 2000    | Porsche France         | Porsche 997 GT3 Cup | Porsche 997 GT3 Cup | Porsche 997 GT3 Cup |            |       |
| Date                                                                    | Heure   | Phase                  | Temps               | Tours               | Écart               | Clas. Grp. | Clas. |
| 5 sep                                                                   | 11 h 30 | Essais Privés          | 1 min 20 s 709      | 13                  | +1 s 679            | 12e        | 12e   |
| 5 sep                                                                   | 15 h 40 | Essais Qualificatifs 1 | 1 min 19 s 622      | 6                   | +0 s 991            | 12e        | 12e   |
| 5 sep                                                                   | 16 h 10 | Essais Qualificatifs 2 | 1 min 19 s 787      | 4                   | +1 s 433            | 12e        | 12e   |
| 6 sep                                                                   | 13 h 30 | Course 1               | 27 min 52 s 368     | 20                  | +30 s 819           | 7e         | 7e    |
| 7 sep                                                                   | 16 h 20 | Course 2 †             | 3 min 39 s 575      | 1                   | +19 Tours           | 12e        | 29e   |
|                                                                         |         |                        |                     |                     |                     |            |       |
| Légende : † — Sébastien Loeb n'a pas terminé cette partie de l'épreuve. |         |                        |                     |                     |                     |            |       |

## Formule 1
Un an après sa première expérience du genre aux côtés de Heikki Kovalainen au volant d'une Renault R26, Sébastien Loeb saisit l'occasion de remonter à bord d'une Formule 1 en répondant favorablement à l'invitation de Red Bull, l'un de ses principaux sponsors personnels. Après un roulage de mise en condition effectué le 13 novembre 2008 sur le macadam détrempé du circuit de Silverstone, l'Alsacien participe quatre jours plus tard, au volant d'une Red Bull RB4, à une séance d'essais officiels organisée sur le circuit de Barcelone. Après quatre-vingt-deux tours de pistes, Loeb se classe finalement huitième de la feuille des temps sur un total de dix-sept pilotes, à moins de deux secondes de la meilleure marque enregistrée par le Japonais Takuma Satō : « C'est un circuit où toutes les équipes viennent s'entraîner toute l'année et moi c'est la troisième fois que je monte dans une F1, donc je suis content de moi. Quand j'ai roulé avec la Renault, j'ai essayé d'aller vite mais il y avait de l'asphalte partout, on pouvait se permettre de faire une faute. Ici, c'est un vrai circuit, il y a des virages où il ne faut pas se rater, alors j'ai mis un peu de temps pour trouver mes limites. »,.

## 24 Heures du Mans
Le 27 novembre 2008, Sébastien Loeb participe à une séance d'essais ouverte aux médias et organisée sur le circuit Paul Ricard au volant d'une Peugeot 908 HDi FAP, figure de proue du programme d'endurance de la marque au Lion entamé l'année précédente. Quelques jours après avoir pris les commandes du prototype pour la première fois sur le tracé de Montmeló, l'Alsacien boucle une quinzaine de tours sous les conseils de Stéphane Sarrazin avant de lui faire expérimenter le pilotage de la Citroën C4 WRC. Le quintuple champion du monde des rallyes laisse alors présager l'hypothèse d'une reconversion sur circuit, déjà évoquée à de multiples reprises par le passé : « Cela change tout par rapport au pilotage en rallye. Nous sommes tout le temps en dérapage et ici, il faut s’appliquer à être vraiment bien propre. Et la voiture a beaucoup plus de puissance, énormément de couple et d’appuis aéros. C’est franchement un autre monde. En fait pourquoi ne pas envisager mon avenir dans cette discipline après 2009 ! »,.

## 54eRallye du Var
Une semaine avant le coup d'envoi du rallye de Grande-Bretagne, Sébastien Loeb rejoint la liste des engagés au rallye du Var, manche de clôture du championnat de France sur laquelle il signa sa première victoire nationale huit années plus tôt. Copiloté par son épouse Séverine, l'Alsacien s'y retrouve inscrit en groupe A6 au volant d'une Citroën C2 S1600,. Sur un asphalte fortement détrempé, le désormais quintuple champion du monde de la discipline adopte un rythme prudent lors de la première étape avant d'accentuer son offensive le lendemain. Malgré un choix de pneus mixtes non optimal, il signe la totalité des temps scratchs de sa catégorie et rivalise dans le classement général avec des World Rally Cars. La sortie de route d'Éric Brunson dans la dernière spéciale lui permet d'accrocher la troisième place du podium final,,.
| Étape   | Jour   | E.S. | Heure   | Nom                | Distance | Clas. Spé. Cat. | Clas. Spé. | Temps         | Vit. Moy.  | Clas. Cat. | Clas. |
| ------- | ------ | ---- | ------- | ------------------ | -------- | --------------- | ---------- | ------------- | ---------- | ---------- | ----- |
| Étape 1 | 28 nov | SS1  | 15 h 40 | Gonfaron 1         | 35,95 km | 1er             | 7e         | 25 min 08 s 0 | 85,82 km/h | 1er        | 7e    |
| Étape 1 | 28 nov | SS2  | 16 h 40 | Pignans 1          | 16,30 km | 1er             | 8e         | 12 min 00 s 6 | 81,43 km/h | 1er        | 7e    |
| Étape 1 | 28 nov | SS3  | 17 h 25 | Bormes-les-Mimosas | 10,70 km | 1er             | 7e         | 7 min 22 s 2  | 87,11 km/h | 1er        | 6e    |
| Étape 2 | 29 nov | SS4  | 9 h 10  | Pignans 2          | 16,30 km | 1er             | 4e         | 11 min 33 s 0 | 84,68 km/h | 1er        | 6e    |
| Étape 2 | 29 nov | SS5  | 9 h 40  | Collobrières 1     | 18,10 km | 1er             | 6e         | 11 min 21 s 8 | 95,57 km/h | 1er        | 4e    |
| Étape 2 | 29 nov | SS6  | 11 h 20 | Vidauban 1         | 32,11 km | 1er             | 5e         | 21 min 30 s 3 | 89,59 km/h | 1er        | 4e    |
| Étape 2 | 29 nov | SS7  | 16 h 10 | Pignans 3          | 16,30 km | 1er             | 3e         | 11 min 39 s 9 | 83,84 km/h | 1er        | 4e    |
| Étape 2 | 29 nov | SS8  | 16 h 40 | Collobrières 2     | 18,10 km | 1er             | 4e         | 11 min 50 s 1 | 91,76 km/h | 1er        | 4e    |
| Étape 3 | 30 nov | SS9  | 7 h 05  | Gonfaron 2         | 35,95 km | 1er             | 4e         | 23 min 22 s 5 | 92,28 km/h | 1er        | 4e    |
| Étape 3 | 30 nov | SS10 | 9 h 35  | Vidauban 2         | 32,11 km | 1er             | 3e         | 21 min 41 s 0 | 88,85 km/h | 1er        | 3e    |

## Memorial Bettega
Une semaine après sa victoire au rallye de Grande-Bretagne parachevant sa saison WRC, Sébastien Loeb assiste à la vingt-quatrième édition du Memorial Bettega, compétition disputée en marge du Motor Show de Bologne et créée en mémoire du défunt Attilio Bettega. Non inscrit à l’événement, reposant sur des duels par groupes de deux pilotes à l'image des Super-Spéciales de rallye, l'Alsacien boucle quelques tours de piste au volant d'une Citroën C4 WRC le samedi 14 décembre 2008 en prélude des qualifications, puis s'envole aussitôt pour Londres afin de prendre part à la Course des Champions le même jour. Son coéquipier de la marque aux chevrons Dani Sordo remportera l'épreuve à bord d'une autre C4,,.

## Course des Champions

### Résumé
Sébastien Loeb achève sa saison sportive le 14 décembre 2008 par une sixième participation à la Course des Champions, épreuve dont il fit l'impasse l'année précédente et déplacée depuis dans l'enceinte du Wembley Stadium de Londres.
La soirée débute par la Nations Cup pour les besoins de laquelle l'Alsacien intègre l'équipe de France aux côtés du champion du monde WTCC en titre Yvan Muller. Opposés à la Scandinavie lors du premier tour, les deux hommes perdent leur duel respectif, au volant d'une Abarth 500 face à l'octuple vainqueur des 24 Heures du Mans Tom Kristensen pour Muller, et sur le fil face au double tenant du titre Mattias Ekström sur une Ford Focus RS WRC pour Loeb.
Les deux pilotes alsaciens se retrouvent opposés dès le premier tour des épreuves individuelles organisées quelques heures plus tard. Le quintuple champion du monde des rallyes l'emporte face à son compatriote sur KTM X-Bow pour un écart final de six dixièmes. Il affronte lors des quarts de finale le pilote de Formule 1 Sebastian Vettel, fraîchement ressorti vainqueur de la Nations Cup aux côtés de Michael Schumacher, et remporte avec plusieurs longueurs d'avance son duel contre l'Allemand au volant du buggy RX150. Au tour suivant, Loeb vient à bout du Britannique Andy Priaulx, triple champion du monde WTCC, sur une Abarth 500 et accède ainsi à la finale pour la sixième fois en autant de participations. Opposé au pilote de Formule 1 David Coulthard, il remporte le premier duel disputé à bord du buggy éponyme de l'événement avant de s'incliner dans le suivant sur KTM X-Bow. Il s'adjuge finalement la troisième et dernière manche décisive par un écart de trois dixièmes, décrochant ainsi son troisième titre de Champion des Champions,,.

### Résultats détaillés
| Duel | Événement         | Phase               | Adversaire       | Véhicule                 | Temps           | Écart    | Résultat |
| ---- | ----------------- | ------------------- | ---------------- | ------------------------ | --------------- | -------- | -------- |
| 1    | Nations Cup       | Quarts de finale    | Mattias Ekström  | Ford Focus RS WRC        | 1 min 52 s 5112 | 0 s 0930 | Défaite  |
| 2    | Race of Champions | Huitièmes de finale | Yvan Muller      | KTM X-Bow                | 2 min 01 s 1834 | 0 s 5949 | Victoire |
| 3    | Race of Champions | Quarts de finale    | Sebastian Vettel | RX Racing RX150          | 1 min 58 s 4506 | 1 s 4072 | Victoire |
| 4    | Race of Champions | Demi-finales        | Andy Priaulx     | Abarth 500 Assetto Corse | 1 min 57 s 9127 | 0 s 9811 | Victoire |
| 5    | Race of Champions | Finale              | David Coulthard  | ROC Car                  | 1 min 57 s 1867 | 1 s 1916 | Victoire |
| 6    | Race of Champions | Finale              | David Coulthard  | KTM X-Bow                | 1 min 55 s 8669 | 0 s 9700 | Défaite  |
| 7    | Race of Champions | Finale              | David Coulthard  | ROC Car                  | 1 min 54 s 5284 | 0 s 3214 | Victoire |